# Нюрнберг
Ню́рнберг (нім. Nürnberg [ˈnʏɐ̯nbɛɐ̯k], бавар. Niamberg, франконська Nämberch) — місто в Німеччині, у федеральній землі Баварії, розташоване на річці Пегніц.
Нюрнберг є другим за кількістю людності містом Баварії (після Мюнхена) й чотирнадцятим у Німеччині (544 414 осіб за даними 2023 року), найбільшим містом адміністративного округу Середня Франконія в складі землі Баварія.
Історично Нюрнберг належав до міст Франконії (герцогство Франконія у VI—X ст. з центром у Вюрцбурзі), яке займало територію сучасних Гессена, північного Баден-Вюртемберга, східного Рейнланд-Пфальца і північно-західної Баварії. На сьогодні назва Франконія закріпилася тільки в останньому з перелічених регіонів, де сформовано три адміністративні округи Нижня Франконія, Середня Франконія і Верхня Франконія.
Нюрнберг утворює міську агломерацію разом із містами Фюрт, Швабах та Ерланген. Довколишні міста — Інгольштадт, близько 100 км південніше, Регенсбург, близько 100 км східніше й Вюрцбург, близько 100 км на північний захід. З великих міст — Мюнхен лежить за 170 км на південь, Штутгарт за 160 км на південний захід, Франкфурт-на-Майні за 186 км на північний захід.
Упродовж XIV—XVI ст. Нюрнберг був одним з найважливіших і найбільших міст Німеччини, неофіційною німецькою столицею. Потім цей статус намагалися втілити у нацистській Німеччині. Сьогодні увесь регіон Нюрнберга з його майже двома мільйонами людності, 10 000 квадратними кілометрами площі й внеском у валовий національний продукт у розмірі 50-х мільярдів євро належить до економічно найпотужніших районів Німеччини.

## Географія
Нюрнберг лежить на обох берегах річки Пегніц, що бере початок за 80 км на північний схід від міста, протікає крізь місто зі сходу на захід упродовж 14-х км (на території старого міста річка сильно каналізована) й, полишаючи місто, лише трохи північніше від Фюрта зливається з річкою Редніц, утворюючи річку Реґніц.
Площа міста становить 186,6 км². На заході Нюрнберг зрісся з сусіднім містом — Фюртом. На північ від міста лежить досить пласка й родюча «Часникова земля» (Knoblauchsland), там таки міститься й аеропорт Нюрнберга.
В глибині на правому березі Пегніца розташована Скеляста гора, на якій височить Нюрнберзька фортеця і від якої походить назва міста (Nürnberg — Скеляста Гора).

## Історія
Територія міста була заселена у І тисячолітті. У 1021 згадується поселення Гроссгрюндлах поблизу нинішньої території аеропорту, яке у 1972 увійшло в межу Нюрнберга. Відомо, що у І-й половині XI ст. кайзер Конрад II зі Салічної династії збудував королівський двір на лівому березі Пегніца, а згодом і укріплення на Скалистій горі правого берега. До замку було призначено бургграфа, який представляв владу кайзера на цій території.
Про те, що поселення називається Nürnberg уперше стає відомо від 16 липня 1050 року, коли син Конрада, кайзер Генріх III Чорний видав рескрипт про звільнення з кріпацтва місцевої дівчини Сігени.
Близько 1070 року помер Зебальд, який жив відлюдником у лісі неподалік Нюрнберга і по смерті був визнаний святим. Його поховано в каплиці Святого Петра, над якою у 1230—1273 роках зведено парафіяльну церкву Святого Зебальда (Зебальдускірхе). До мощей Святого Зебальда відбувалися прощі.
У 1105 році син Генріха III Чорного, кайзер Генріх IV, відомий своїм приниженням у Каноссі, передав Нюрнберзький замок у ленне володіння бургграфові Готфріду фон Раабс, який походив із Нижньої Австрії. Згодом на навколишній території з поселенням сформувалося Нюрнберзьке бургграфство. З будівель замку дотепер збереглася древня 5-кутна вежа  Фюнфекігертурм (ХІ ст.), яка є, очевидно, найдавнішою спорудою Нюрнберга.
Починаючи з 1139 року, поряд зі старим бургграфським замком король Конрад III Гогенштауфен (який так і не встиг коронуватися кайзерівською короною в Римі) починає будівництво нового замку для потреб королівсько-кайзерівського двору. Будівництво закінчив його син кайзер Фрідріх І Барбаросса у 1180 році. Відтепер Нюрнберзька фортеця стає однією з резиденцій кайзерів Священної Римської імперії німецької нації (Першого Рейху). Оскільки Перший Рейх не мав єдиної усталеної столиці (німецьких королів коронували в Аахені, а згодом як кайзерів у Римі; королівсько-кайзерівський двір мігрував територіями Імперії, осідаючи в резиденціях у численних пфальцах, які містилися на територіях кожного з герцогств), Нюрнберг стає однією з резиденцій кайзерів. Новозбудована фортеця на Скалистій горі отримує назву Кайзербург на відміну від старої — Бургграфенбурга.
У 1191 помер бургграф Конрад фон Раабс, кайзер Генріх VI Гогенштауфен, син Барбаросси, передав Нюрнберзьке бургграфство зятеві Конрада Фрідріху фон Гогенцоллерну, який походив зі Швабії.
На той час поселення Нюрнберг інтенсивно розвивалося завдяки вигідному розташуванню на перехресті торговельних шляхів, що вели з Балкан до Фландрії, з Венеції на Гамбург, з Франції до Праги. У 1219 році новий кайзер Фрідріх II Гогенштауфен надав Нюрнбергу права імперського міста. Це означало, що відтепер місто не підкоряється іншій владі, окрім кайзера, і платить податки тільки в імперську скарбницю. Це, природно, викликало тривалий конфлікт із бургграфами. Варто зазначити, що в Рейху існувала ще й категорія «вільних міст», до яких належали ті міста, що самостійно звільнилися з-під юрисдикції місцевого феодала, і перебуваючи під захистом кайзера, не платили податків, окрім того, що постачали солдатів до армії кайзера. В ході боротьби між містом і бургграфами на Нюрнберзькій фортеці поряд із Бургграфенбурґом було споруджено третій укріплений форпост — Рейхштадтішебург, що слугував містові для контролю над справами бургграфів.
На правому березі Пегніца південніше від фортеці розвивається дільниця навколо парафіяльної церкви Зебальдускірхе, збудованої на місці поховання Святого Зебальда. Від його імені дільниця прибрала назву «Зебальдер», на ній селилися купці і ремісники. Від XII ст. тут розмістився і єврейський квартал (гетто).
Інша дільниця розвивалася на лівому березі Пегніца, де в XI ст. був королівський двір. Її епіцентром стала парафіяльна церква Святого Лаврентія Лоренцкірхе, вперше згадана в 1235 р.; від неї дільниця отримала назву «Лоренцер», тут осідали бідніші мешканці. Спорудження сьогоднішньої Лоренцкірхе, яка є найбільшою в Нюрнберзі, почалося близько 1260 на місці попередньої базиліки.
У 1325 обидві міські дільниці Зебальдер і Лоренцер об'єдналися. В Нюрнберзі було вироблено власний варіант міського самоврядування — «Нюрнберзьке міське право», яке поширилося в окремих регіонах Німеччини, Чехії, у Закарпатті.
У 1332 кайзер Людвіг Баварський надав Нюрнбергу право безмитної торгівлі в 70 містах Рейху.
Для облаштування головного ринкового майдану було вибрано територію гетто. Раніше це була заболочена територія, але тепер тут проживало півтора тисячі євреїв. Весь квартал був хаотично забудований, була небезпека пожеж, які могли перекинутися на місто. Кайзер дав дозвіл на знесення гетто. За деякими джерелами, на цю думку навели його євреї Праги, які бажали позбутися конкурентів. Проте частина євреїв відмовилася покидати квартал.
Однак, у 1332 році поряд із гетто, недалеко від Зебальдускірхе, почалося будівництво Ратуші (Ратхаус) в готичному стилі, пізніше добудованої в ренесансовому стилі. А в 1349 році в гетто спалахнула пожежа, у якій загинуло 562 чол. На місці зруйнованої синагоги почалося будівництво церкви Богоматері Фрауенкірхе (збуд. 1352—1358), як придворної церкви кайзерів. У 1339 на правому березі Пегніца почали будувати шпиталь Святого Духа.
У 1356 кайзер Карл IV Люксембург видав «Золоту буллу» — звід законів, якими регулювалася процедуру виборів кайзера 7-ма курфюрстами. Новий кайзер був зобов'язаний проводити перше засідання Рейхстагу в Нюрнберзі.
У 1397 за деякими даними, у Нюрнберзі проживало 5626 жителів.
Нюрнберг стає найважливішим містом Рейху. Зростання впливу міста відображає факт, що в 1424 король Сигізмунд Люксембург (обраний кайзером 1433 року) передав на «вічне зберігання» до Нюрнберга імперські клейноди (корону, скіпетр, державу, меч, спис Льонґина).
Боротьба міської громади Нюрнберга з бургграфами, що тривала 200 років, увінчалася перемогою міщан. У 1427 останній бургграф Фрідріх VI фон Гогенцоллерн передав усі права на Нюрнберзьке бургграфство міській громаді. Очевидно, у результаті цього Нюрнберг набуває статусу «вільного міста». (Після 1489 поняття «імперських міст» і «вільних міст» зближуються, створюється категорія «імперських вільних міст», які складають 3-тю палату Райхстаґу — Раду імперських міст). У цьому статусі Нюрнберг перебував (разом із ще 5-ма містами) до 1806 року.
З того часу починається розквіт міста як економічного і культурного центру Центральної Європи. Нюрнберг поряд із Кельном і Прагою стає одним із найбільших міст Рейху, його населення в 1485 році нараховувало 36 тисяч жителів. На весь світ відомі уродженці Нюрнберга Гартман Шедель, Мартін Бехайм, Петер Фішер, Альбрехт Дюрер, Петер Генлейн, Ганс Сакс, а також ті, хто працював у Нюрнбергу — Регіомонтан, Файт Штос, Конрад Цельтес, Філіпп Меланхтон, і навіть легендарні Тіль Уленшпігель і Йоганн Фауст.
У 1460-х у Нюрнберзі засновано друкарню (перша згадка — 1470; з Нюрнберга друкарство поширилося в Чехію (Пльзень, 1468)).
У 1471—1475 в Нюрнберзі функціонувала перша у християнській Європі астрономічна обсерваторія Регіомонтана, за гіпотезами, розташована в будинку, що пізніше належав Альбрехтові Дюреру. У 1493 в Нюрнберзі вийшла друком «Всесвітня хроніка» Гартмана Шеделя латинською, і за півроку німецькою мовою — унікальна на той час енциклопедія з описом досі невідомих у Європі країн і міст. У 1494 Мартін Бехайм, повернувшись після плавання з португальською експедицією Діогу Кана до берегів Африки, створив у Нюрнберзі перший у світі глобус «Земне яблуко»; на ньому ще не позначено Америки. У 1510 Петер Генлейн створив перший у світі переносний (кишеньковий) годинник «Нюрнберзьке яйце», у якому замість ланцюга з гирею застосовувалася пружина.
18 квітня 1487 р. в Нюрнберзі на засіданні Рейхстагу кайзером Фрідріхом III Габсбургом був коронований лавровим вінком Поета-лауреата перший з поетів Німеччини Конрад Цельтес (1459—1508). Пізніше Цельтес часто бував у Нюрнберзі, де створив літературне гуманістичне товариство «Sodalitas Norica» (Гартман Шедель, Зебальд Шраєр (1446—1520), Віллібальд Піркгеймер (1470—1530), у будинку якого зупинявся Цельтес.
У той час створено багато видатних творів мистецтва. Напевне, найвідомішим є годинник із «танцюючими фігурками» («Маннлейнлауфен», встановленими на Фрауенкірхе, що символізують церемонію виборів кайзера за «Золотою Буллою». Опівдні о 12-й годині відкриваються дверцята і з'являється герольд із дзвоником, після нього трубач, флейтист і барабанщик. За ними виходять 7 курфюрстів зі символами імперської влади, тричі обходять фігуру кайзера, схиляючись над ним. Він вітає їх скіпетром. Потім дві фігурки у східних шатах відбивають молоточком годину і вистава закінчується. Композицію створив Йорг Хойсс у 1506—1509 роках. В Лоренцкірхе збереглися дорохранительниця роботи скульптора Адама Крафта (XV ст.) і дерев'яна різьба Файта Штоса, у Зебальдускірхе — надгробок Святого Зебальда роботи Петера Фішера, виконаний в 1508—1519 рр, у Фрауенкірхе — вівтар, прикрашений скульптурою «Мадонна у вінку сяючих променів» (XV ст.).
В ході Реформаційних воєн Нюрнберг у 1525 перейшов до рук лютеран; сам перехід відбувся порівняно безболісно. Наступного року до Нюрнберга прибув сподвижник і наступник Мартіна Лютера Філіпп Меланхтон, який відкрив у місті лютеранську Академію — першу протестантську школу в Німеччині. У 1536 кайзер Карл V Габсбург видав у Нюрнберзі рескрипт про примирення католиків з лютеранами, яких урівняно в правах. У 1543 в друкарні Петреуса у Нюрнберзі вийшла друком книга Миколая Коперника «Про обертання небесних сфер», яка зробила переворот в астрономії.
Проте тривалі Реформаційні війни в Німеччині між католиками і протестантами, які розкроїли і без того ослаблений Рейх, стали причиною поступового занепаду Нюрнберга. У 1543 році в місті востаннє відкрився Рейхстаг. У 1571 Нюрнберг остаточно покинули кайзери, які давно вже осіли у Відні. Лютеранську Академію Меланхтона у 1575 перенесли з Нюрнберга до Альтдорфа. В ході Тридцятирічної війни, в основі якої лежав невирішений релігійний конфлікт, Нюрнберг, який зберігав нейтральний статус, був узятий у 1632 шведською армією Густава II Адольфа, відвойований імперською армією Альбрехта Валленштайна, і остаточно занепадає.
У 1796 році, враховуючи небезпеку завоювання Наполеоном, імперські клейноди було перенесено з Нюрнберга до Відня. У 1806 р., за підтримку у війні проти Австрії Наполеон надав баварському герцогу королівський титул і подарував Баварії Нюрнберг.
З початком 1800-х років до Нюрнберга починається паломництво німецьких художників і поетів-романтиків, як до найбільш німецького міста і найбільш містичного міста Німеччини.
У 1824 в Нюрнберзі збудовано перший у Німеччині підвісний міст Кеттентег (функціонує дотепер).
1827 — населення міста 37.012 чол.
У 1835 збудовано першу в Німеччині (і третю в світі після Англії і США) залізницю Нюрнберг—Фюрт.
Після об'єднання Німеччини за правління Отто фон Бісмарка починається підйом Нюрнберга. Якщо населення міста у 1871 становить 83200 чол., станом на 1 грудня 1890 — 142590 чол., а на 1 грудня 1900 — 261022 чол.
В період нацистського режиму Нюрнбергу пробували повернути колишній статус духовної столиці Німеччини. Тут у період 1927—1938 проходили з'їзди НСДАП, а 1935 прийнято драконівські «Нюрнберзькі расові закони» проти євреїв. Проте під час Другої світової війни Нюрнберг був зруйнований. Бомбардуваннями авіації союзників упродовж 1943—1945 рр. знищено 90 % міської забудови. Особливо катастрофічним було бомбардування 2 січня 1945 року. Щоб символізувати остаточну перемогу над нацистської ідеологією, а заодно і над імперськими устремліннями Німеччини, у Нюрнберзі проведено від 20 листопада 1945 до 1 жовтня 1946 року міжнародний трибунал (Нюрнберзький процес рр.) над головними нацистськими злочинцями.
Після Другої світової війни постало питання, що робити з історичним центром Нюрнберга, який був зруйнований внаслідок варварських бомбардувань 1943—1945 рр. У 1948 збиралися перепланувати історичні квартали і на їхньому місці збудувати нові мікрорайони з будинків-довгоблоків. На щастя, перемогла інша точка зору і упродовж 1950-1960-х років історичні квартали було реконструйовано, більшою мірою в Зебальдер.
Після Другої світової війни в таборі переміщених осіб перебували українці. Тут діяло спортивне товариство УСТ Чайка (Нюрнберг).

## Клімат
Нюрнберг має морський клімат (Cfb за класифікацією кліматів Кеппена) з певним вологим континентальним впливом (Dfb). Клімат міста залежить від його внутрішнього положення та більшої висоти. Зима мінлива, з помірною або холодною погодою: середня температура становить від -3° C до 4 ° С, а влітку в цілому тепла, переважно близько 13° C вночі до 25° C вдень. Опади рівномірно розподілені протягом року, хоча лютий і квітень, як правило, трохи сухіши, тоді як у липні спостерігається більша кількість опадів.
| Клімат Нюрнбергу (1981–2010, екстремуми 1955-2013) | Клімат Нюрнбергу (1981–2010, екстремуми 1955-2013) | Клімат Нюрнбергу (1981–2010, екстремуми 1955-2013) | Клімат Нюрнбергу (1981–2010, екстремуми 1955-2013) | Клімат Нюрнбергу (1981–2010, екстремуми 1955-2013) | Клімат Нюрнбергу (1981–2010, екстремуми 1955-2013) | Клімат Нюрнбергу (1981–2010, екстремуми 1955-2013) | Клімат Нюрнбергу (1981–2010, екстремуми 1955-2013) | Клімат Нюрнбергу (1981–2010, екстремуми 1955-2013) | Клімат Нюрнбергу (1981–2010, екстремуми 1955-2013) | Клімат Нюрнбергу (1981–2010, екстремуми 1955-2013) | Клімат Нюрнбергу (1981–2010, екстремуми 1955-2013) | Клімат Нюрнбергу (1981–2010, екстремуми 1955-2013) | Клімат Нюрнбергу (1981–2010, екстремуми 1955-2013) |
| Показник                                           | Січ.                                               | Лют.                                               | Бер.                                               | Квіт.                                              | Трав.                                              | Черв.                                              | Лип.                                               | Серп.                                              | Вер.                                               | Жовт.                                              | Лист.                                              | Груд.                                              | Рік                                                |
| Абсолютний максимум, °C                            | 15,0                                               | 19,3                                               | 23,7                                               | 31,0                                               | 32,2                                               | 35,1                                               | 38,6                                               | 37,6                                               | 32,3                                               | 27,7                                               | 20,4                                               | 15,1                                               | 38,6                                               |
| Середній максимум, °C                              | 2,9                                                | 4,6                                                | 9,2                                                | 14,4                                               | 19,4                                               | 21,8                                               | 24,6                                               | 24,2                                               | 19,4                                               | 13,9                                               | 7,2                                                | 3,5                                                | 13,8                                               |
| Середня температура, °C                            | −0,1                                               | 0,9                                                | 4,8                                                | 8,9                                                | 13,7                                               | 16,7                                               | 19,0                                               | 18,5                                               | 14,2                                               | 9,6                                                | 4,2                                                | 0,9                                                | 9,3                                                |
| Середній мінімум, °C                               | −3,1                                               | −2,9                                               | 0,4                                                | 3,3                                                | 8,0                                                | 11,1                                               | 13,3                                               | 12,8                                               | 9,0                                                | 5,2                                                | 1,2                                                | −1,7                                               | 4,8                                                |
| Абсолютний мінімум, °C                             | −25,4                                              | −30,2                                              | −18,3                                              | −9,2                                               | −4,3                                               | 0,0                                                | 3,1                                                | 0,6                                                | −2,7                                               | −7,3                                               | −12,7                                              | −23                                                | −30,2                                              |
| Середня кількість сонячних годин на місяць         | 58,2                                               | 87,2                                               | 116,8                                              | 175,0                                              | 216,0                                              | 217,9                                              | 234,7                                              | 219,9                                              | 161,2                                              | 114,4                                              | 57,2                                               | 43,2                                               | 1701,6                                             |
| Норма опадів, мм                                   | 41.7                                               | 36.6                                               | 47.0                                               | 39.8                                               | 60.8                                               | 66.1                                               | 80.4                                               | 63.5                                               | 49.6                                               | 52.6                                               | 47.4                                               | 51.4                                               | 636.8                                              |
| -------------------------------------------------- | -------------------------------------------------- | -------------------------------------------------- | -------------------------------------------------- | -------------------------------------------------- | -------------------------------------------------- | -------------------------------------------------- | -------------------------------------------------- | -------------------------------------------------- | -------------------------------------------------- | -------------------------------------------------- | -------------------------------------------------- | -------------------------------------------------- | -------------------------------------------------- |
| Джерело: DWD                                       |                                                    |                                                    |                                                    |                                                    |                                                    |                                                    |                                                    |                                                    |                                                    |                                                    |                                                    |                                                    |                                                    |

## Транспорт
У 1972  році в місті відкрилася перша лінія метрополітену.
4 травня 2008 року в Нюрнберзі почалася тестова експлуатація першої цілком автоматизованої (потяги без машиністів) лінії метро в Німеччині. Це лінія U3, на той час мала довжину 6,5 кілометрів. Регулярна експлуатація почалася 14 червня 2008 .
Через місто прямує Високошвидкісна залізниця Нюрнберг-Ерфурт

## Культура
У 1961 засновано університет в Ерлангені за 20 км від Нюрнберга (Університет Ерлангена—Нюрнберга).

### Музеї
В Нюрнберзі діє Німецький національний музей (нім. Germanische Nationalmuseum, GNM), що є найбільшим культурно-історичним музеєм Німеччини, у якому зібрано одну з найбільших колекцій (близько 1,3 млн предметів, з яких більше ніж 25 тис. виставлено) німецької культури та мистецтва від доісторичної доби та ранньої історії просто до сьогодення. 2000 року відкрився Новий музей Нюрнберга, присвячений сучасному мистецтву і дизайну.

### Театри
- Нюрнберзький державний театр

### Музичні колективи
- Нюрнберзький філармонічний оркестр

## Міста-побратими
Серед інших міст побратимами Нюрнберга є Венеція, Прага, Краків, Глазго, Ніцца, Скоп'є. З 1990 року Нюрнберг є побратимом Харкова.

## Історичні будівлі Нюрнберга
- Нюрнберзька фортеця — зруйнована (1945). Історично складається з Кайзербурга (реконструйований), Бургграфебурга (від нього серед інших збереглася 5-кутна башта Фюнфекігертурм (ХІ ст.)) і Рейхштадтішебурга (від нього залишилася башта Люгінсланд (1377));
- Міські мури, башти і брами (XIII—XV ст.) — вціліла майже половина;
- башта Вайссертурм (1250) при брамі Шпіттлертор;
- башта Лауфершлагтурм при брамі Лауфертор;
- Зебальдускірхе (1230—1273, добудова 1361—1379; дві вежі XV ст.) — частково зруйнована (1945). Зберігся бронзовий надгробок Святого Зебальда (1508—1519) роботи Петера Фішера;
- Лоренцкірхе (ХІІІ—XV ст.) — частково зруйнована (1945), реставрація і реконструкція (1949—1952); Збереглися дарохранительниця роботи Адама Крафта (XV ст.), дерев'яна різьба Файта Штоса;
- Фрауенкірхе (1352—1358); значно зруйнована (1945); реконструкція (1946—1953). Зберігся вівтар (1440) зі скульптурою «Мадонна у вінку сяючих променів» (XV ст.), годинник з «танцюючими фігурками» (Маннлейнлауфен) (1506—1509) роботи Йорґа Хойсса;
- Шонер Брунен («Прекрасний фонтан») (1385—1396) роботи Ганса Бехайма Старого — 17-метровий скульптурний шпиль над фонтаном і міським колодязем на Гауптмаркт; оточений кованою решіткою (1568) роботи Паулюса Кунна;
- Шпиталь Святого Духа (1339; добудова поч. 1500-х рр., Ганс Бехайм Старий);
- Ратуша (1332—1340, добудова 1616—1622) — зруйнована (1945), реконструкція. У дворі Ратуші зберігся фонтан зі скульптурою «Селянин з гусьми» (за ескізом Альбрехта Дюрера (1500), виконаний у сер. XVI ст.) Панкрацом Лабенвольфом;
- Будинок Альбрехта Дюрера (1420) — зруйнований (1945), реконструкція;
- Будинок Нассау (ХІІІ—XV ст.) — найстаріший будинок в Нюрнберзі, зберігся дотепер. У 13 ст. можливо, був резиденцією міністріалів (представників дрібного лицарства), від 1581 належав родині Шліссельфельдерів, після 1709 — філантропічним установам;
- Будинок Пилата (1489) — спочатку був будинком зброяра, з XVII ст. став Першою Стацією Хресного Шляху;
- брама Тіргартнертор;
- Уншліттхаус (Жировий дім) (1491, Ганс Бехайм Старий) — спочатку діяв як зерновий склад (один зі 7 складів), з 1562 — як міський заклад для торгівлі салом. Частково зруйнований (1945);
- башта Шульдтурм (1323) — використовувалася як боргова тюрма;
- башта Шлауентурм — біля неї підвісний міст Кеттентег (1824):
- Лепрозорій;
- Зерновий склад в рові (1502) — пізніше в ньому розмістилася міська Митниця і Будинок Міри і Ваги;
- Скульптурна композиція «Шлюбна карусель» (1977—1984) — створена за мотивами твору Ганса Сакса «Гірко-солодке шлюбне життя» біля башти Вайссертурм щоб замаскувати вентиляційну шахту нюрнберзького метро — автор Юрген Вебер.

У 2000 році в рамках святкування 950-річчя міста запроваджено туристичний маршрут пам'ятками середньовічного Нюрнберга.

### прикордонна застава

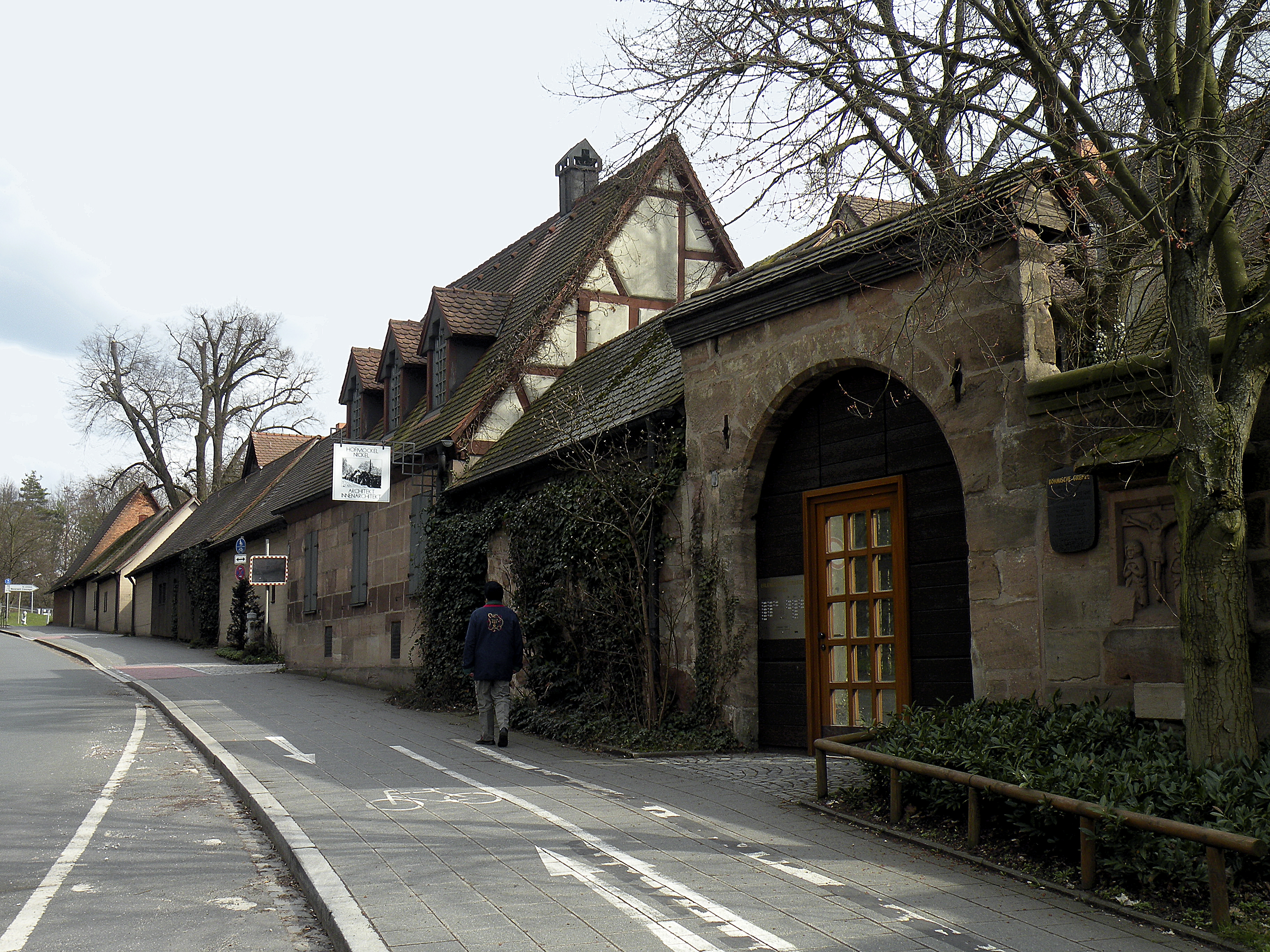
Колишня прикордонна застава на дорозі в Прагу. Нюрнберг

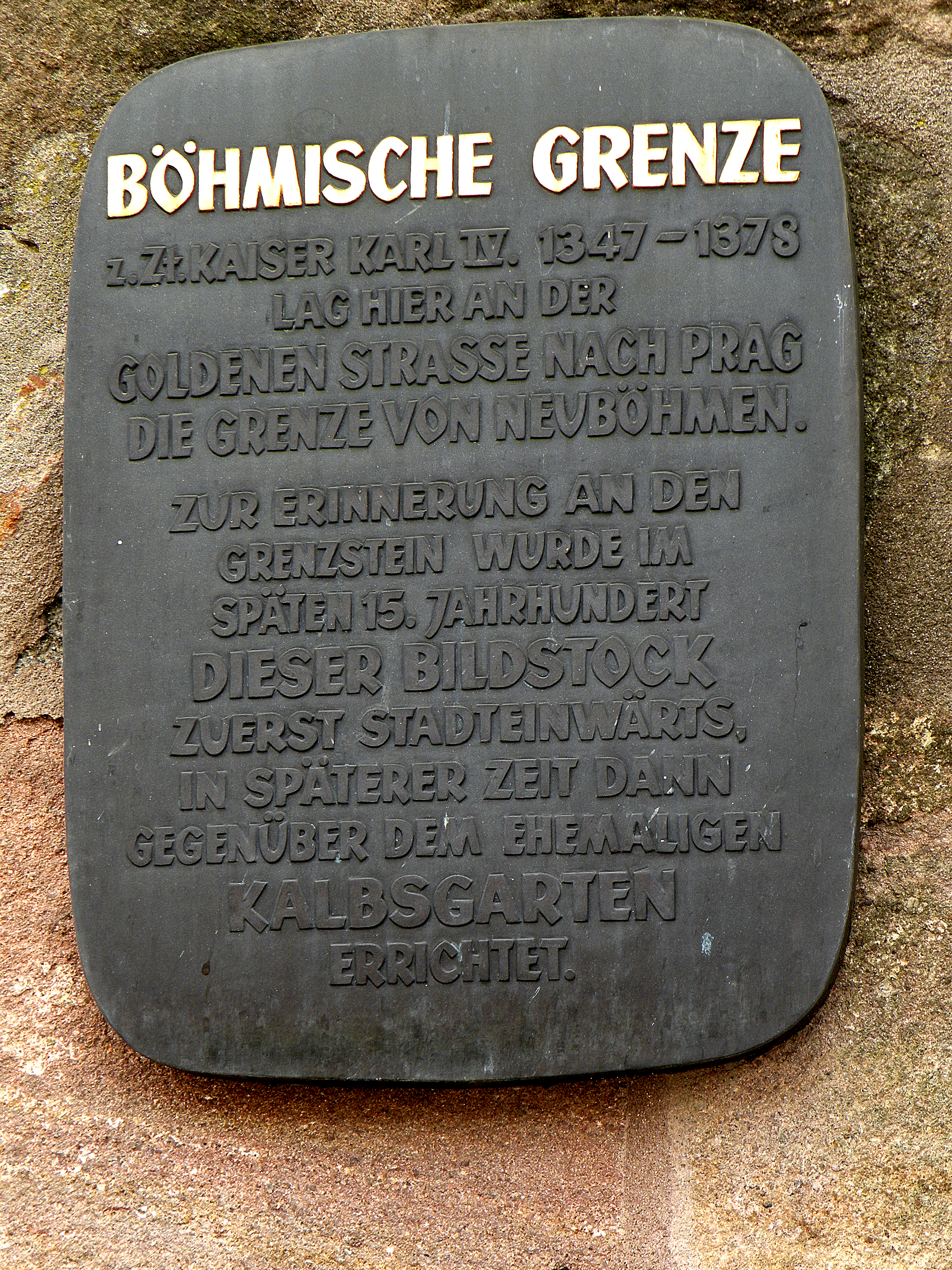
Кордон з Богемією

Сучасна вулиця Нюрнберга — Ерленштегенштрассе за часів Карла IV (1347—1378) була дорогою на Прагу й називалася «Золотою вулицею» або «Золотою дорогою» (нім. Goldenen Strasse). В тому місці, де починався кордон з Новою Богемією (нім. Neuböhmen) як пам'ять про неї, в XV ст. тут побудовано групу будинків, що грали роль прикордонної застави. Тут таки споруджено ферму, де вирощували телята.

### будинок Петреуса

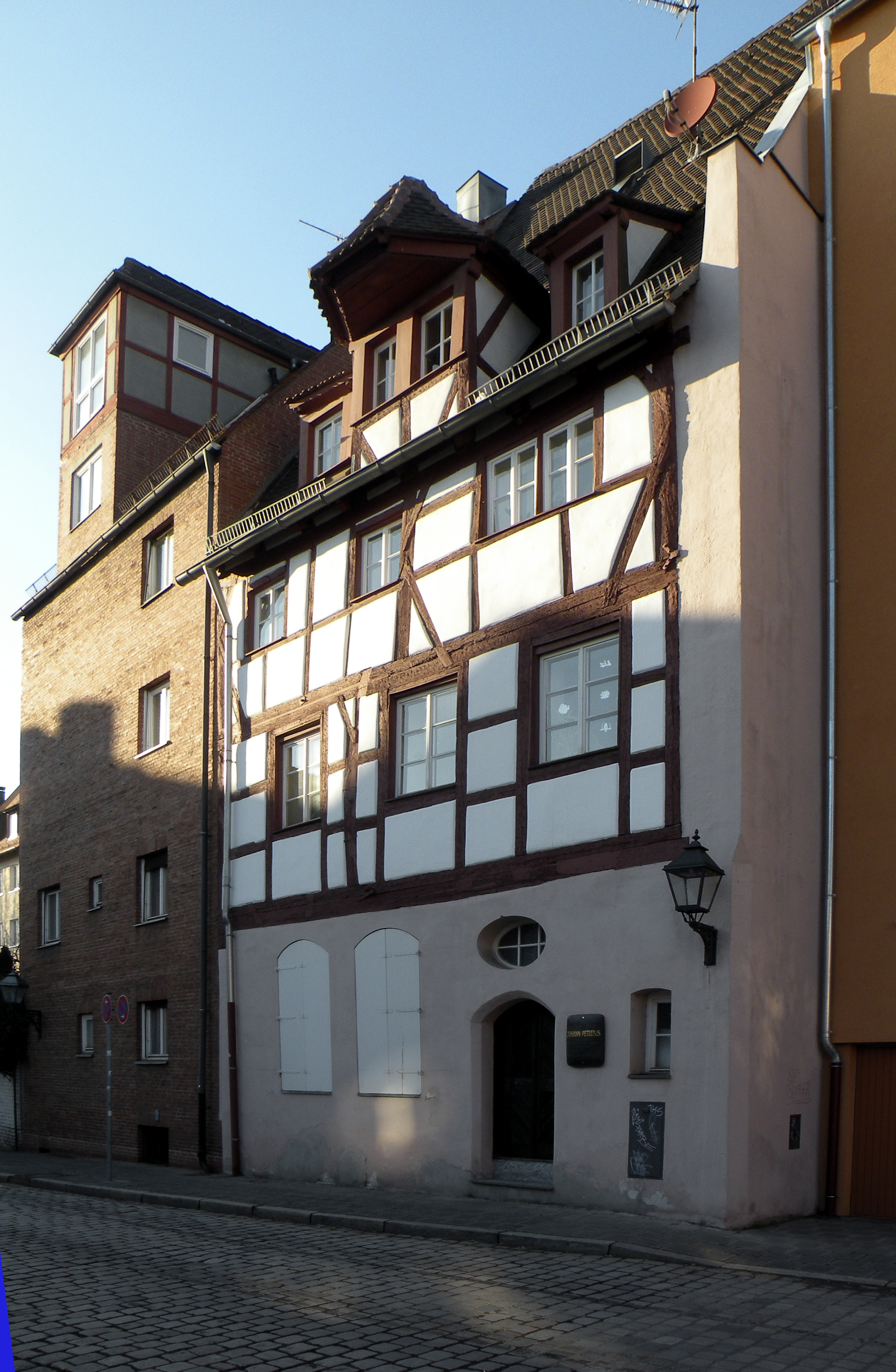
Петреусів будинок

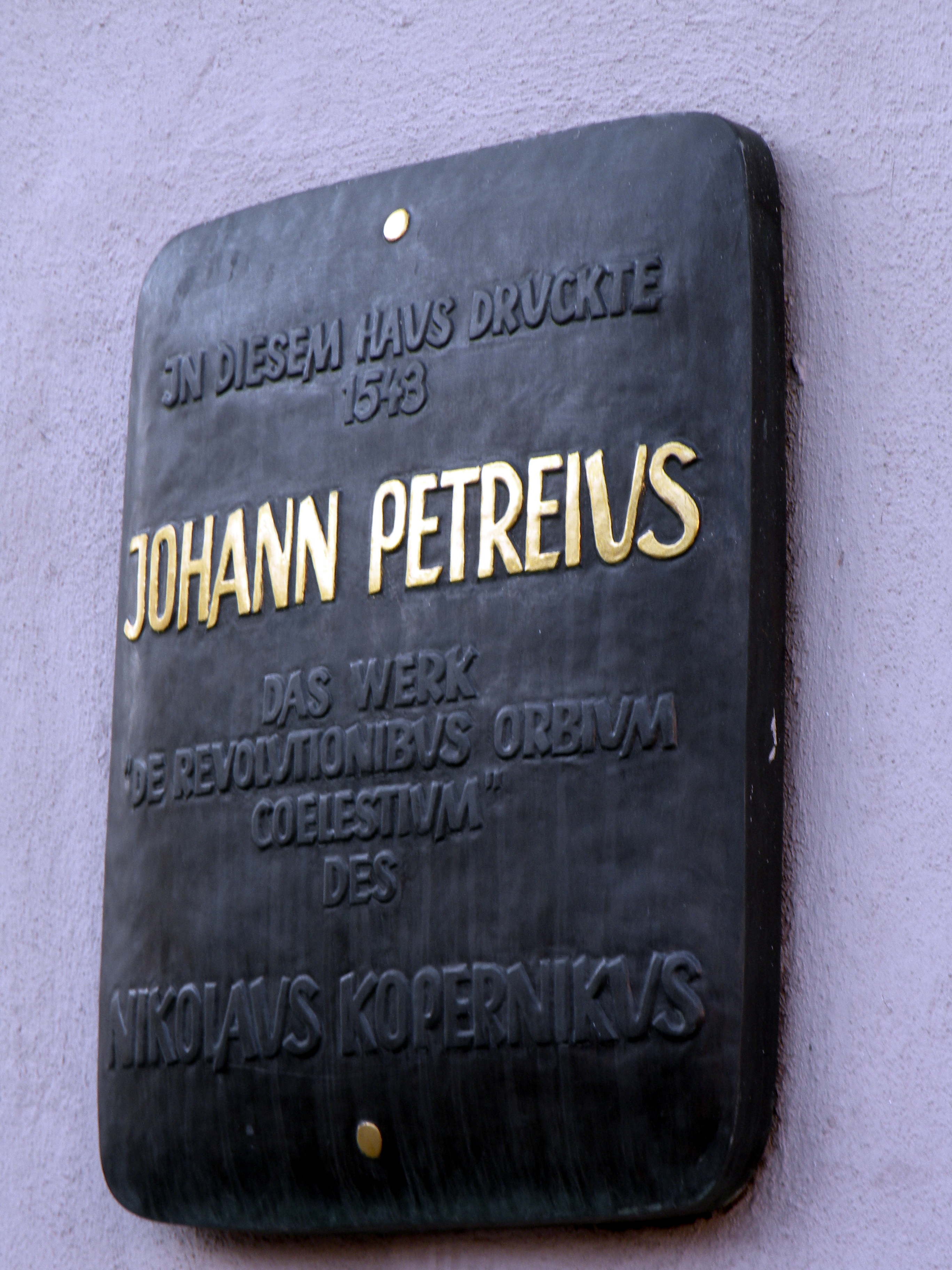
Дошка на Петреусовім будинку

В 1543 році в типографії Петреуса вперше опубліковано працю Коперника «De Revolutionibus orbium cuelestium».

### Будинок «Золотої булли»

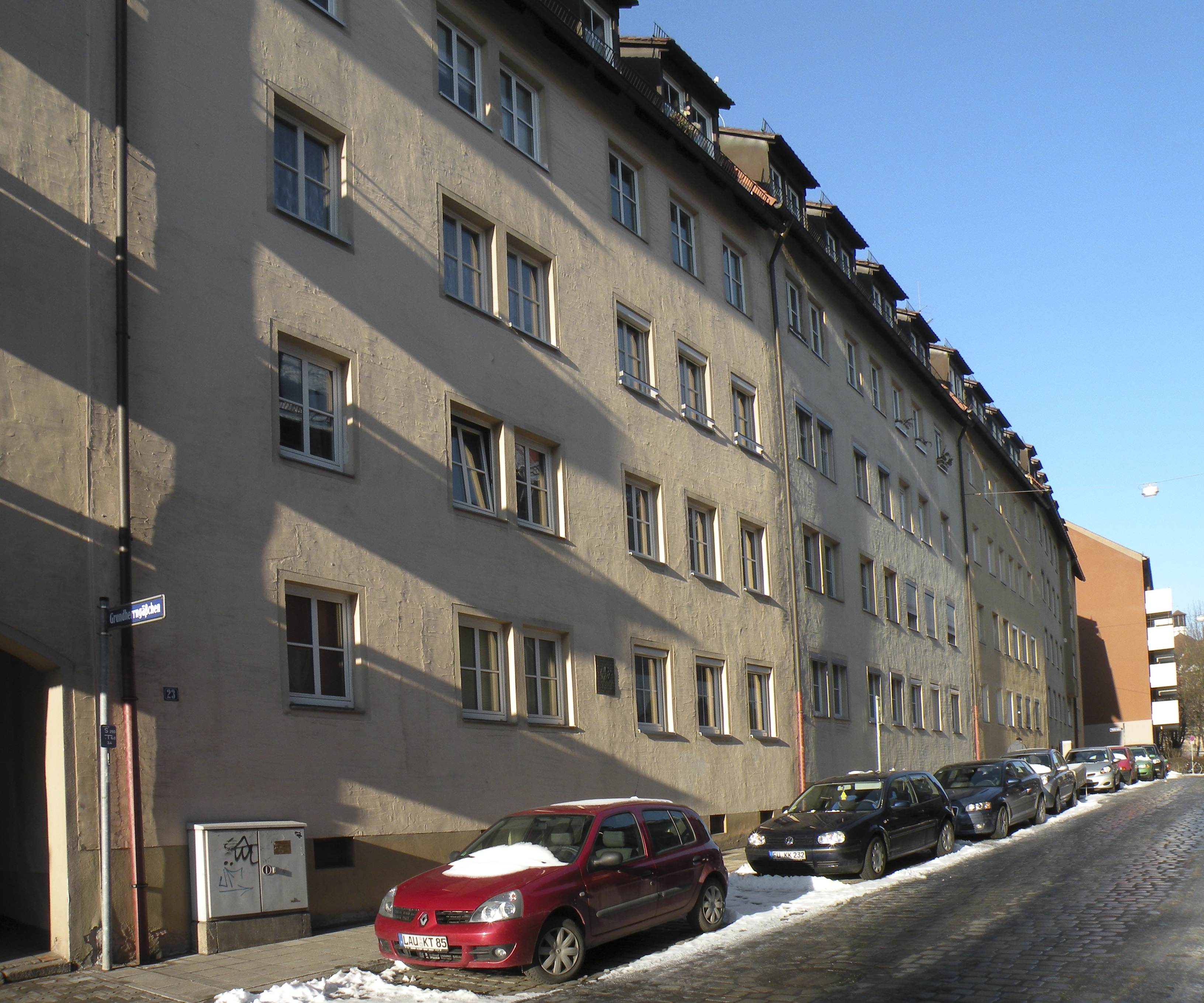
Будинок Золотої булли

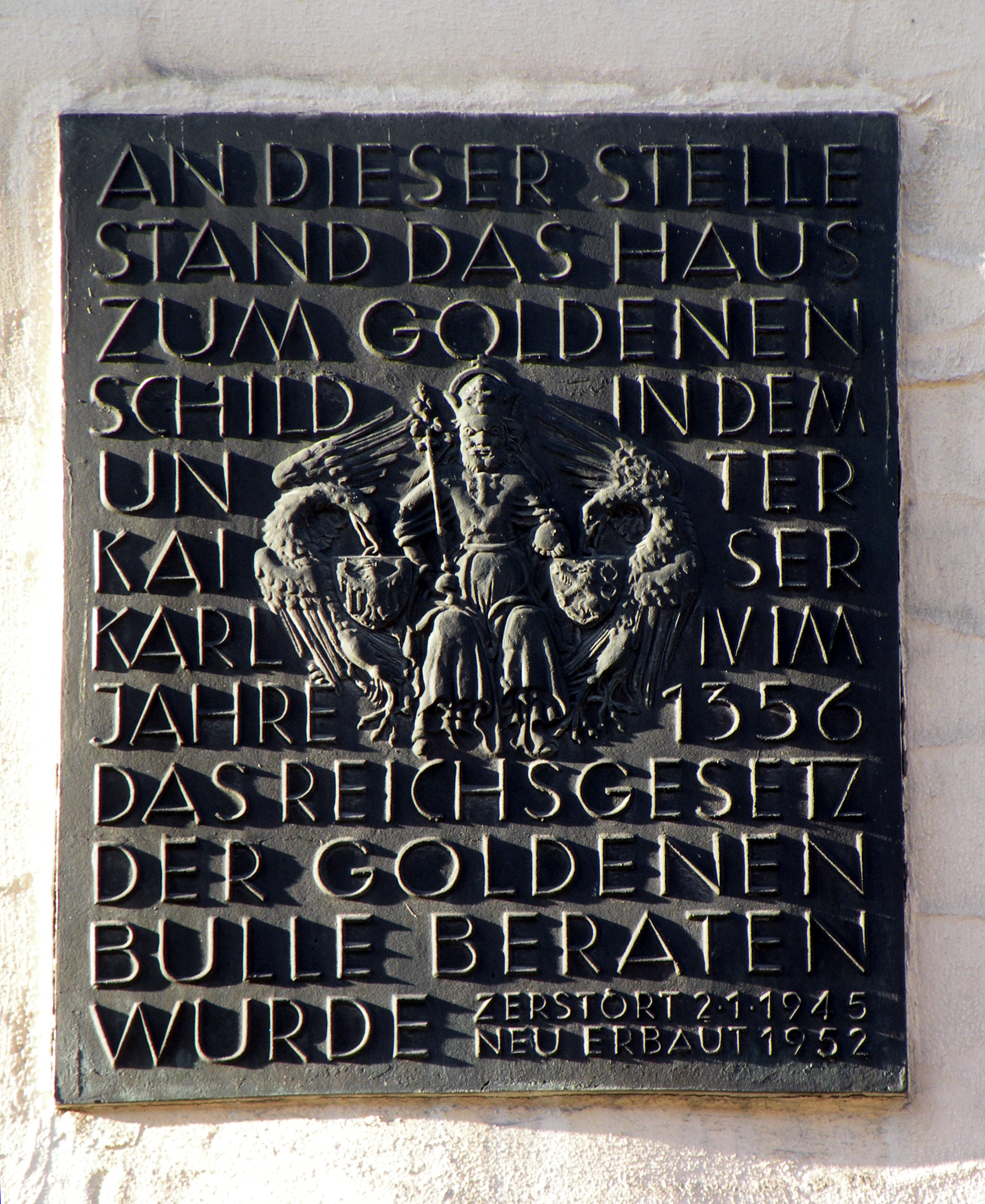
Дошка на «будинку Золотої Булли»

У 1356 році Кайзер Карл IV видає найважливіший імперський звід законів «Золоту буллу», відповідно до якого посада імператора стає виборна. Як вибірники виступають сім курфюрстів. Новообраний імператор повинен проводити перше засідання уряду в Нюрнберзі. За своє життя Карл IV одвідав Нюрнберг 52 рази.
На будинку укріплено напис такого змісту: «На цьому місці стояв будинок під ім'ям „У золотого щита“, у якому імператор Карл IV 1356 року продиктував державний закон, що названо „Золотою буллою“».
Будинок зруйновано 2 січня 1945 й відновлено 1952 року.

### Будівля суду присяжних

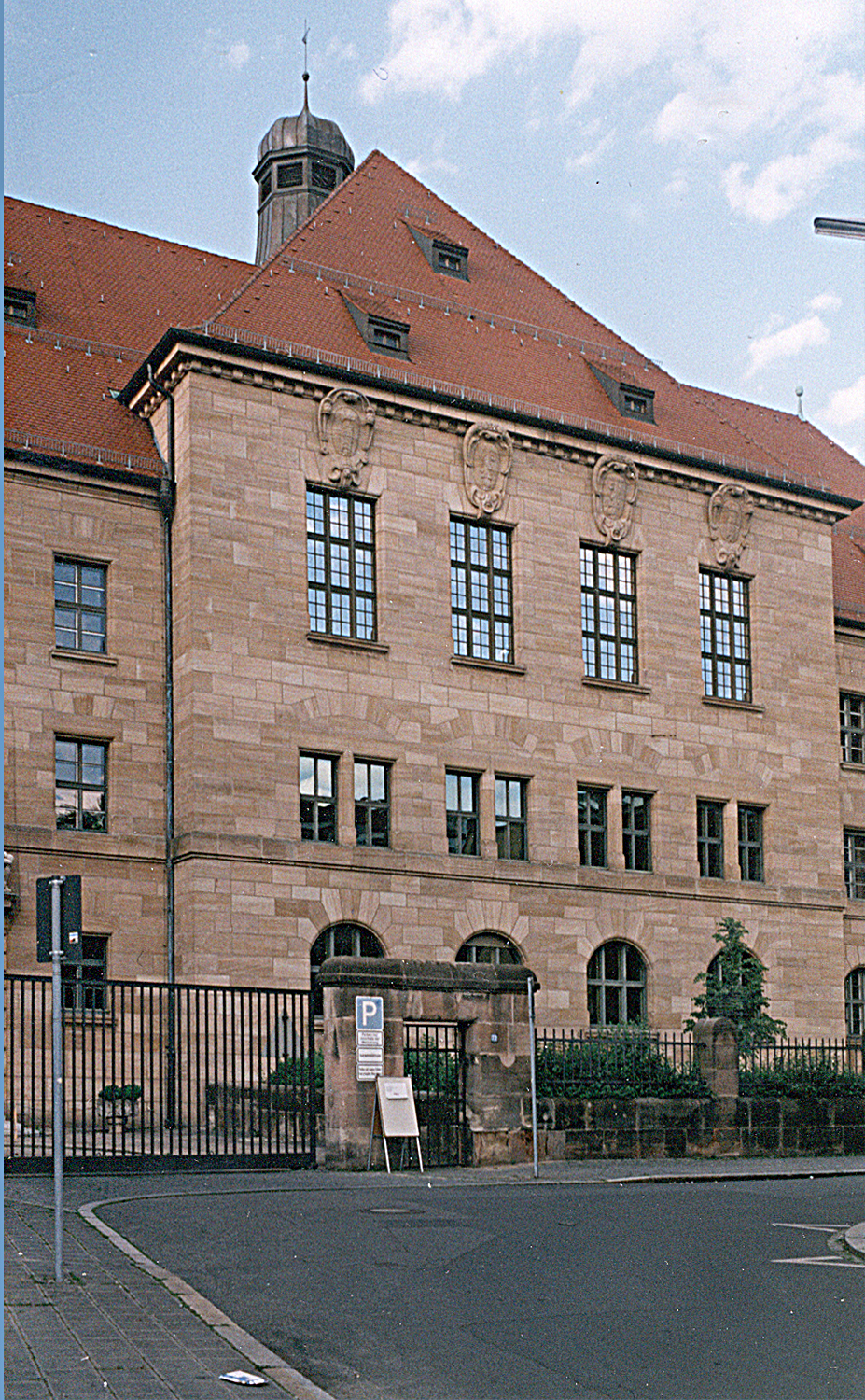
Будівля суду присяжних

У «Залі 600» цієї будівлі (верхні 4 великих вікна), що прилягає до сильно поруйнованого тоді «Палацу Правосуддя», 1946 представники країн-переможців у Другій світовій війні проводили публічні Нюрнберзькі процеси над офіційними особами переможеної Німеччини.

### Майдани міста

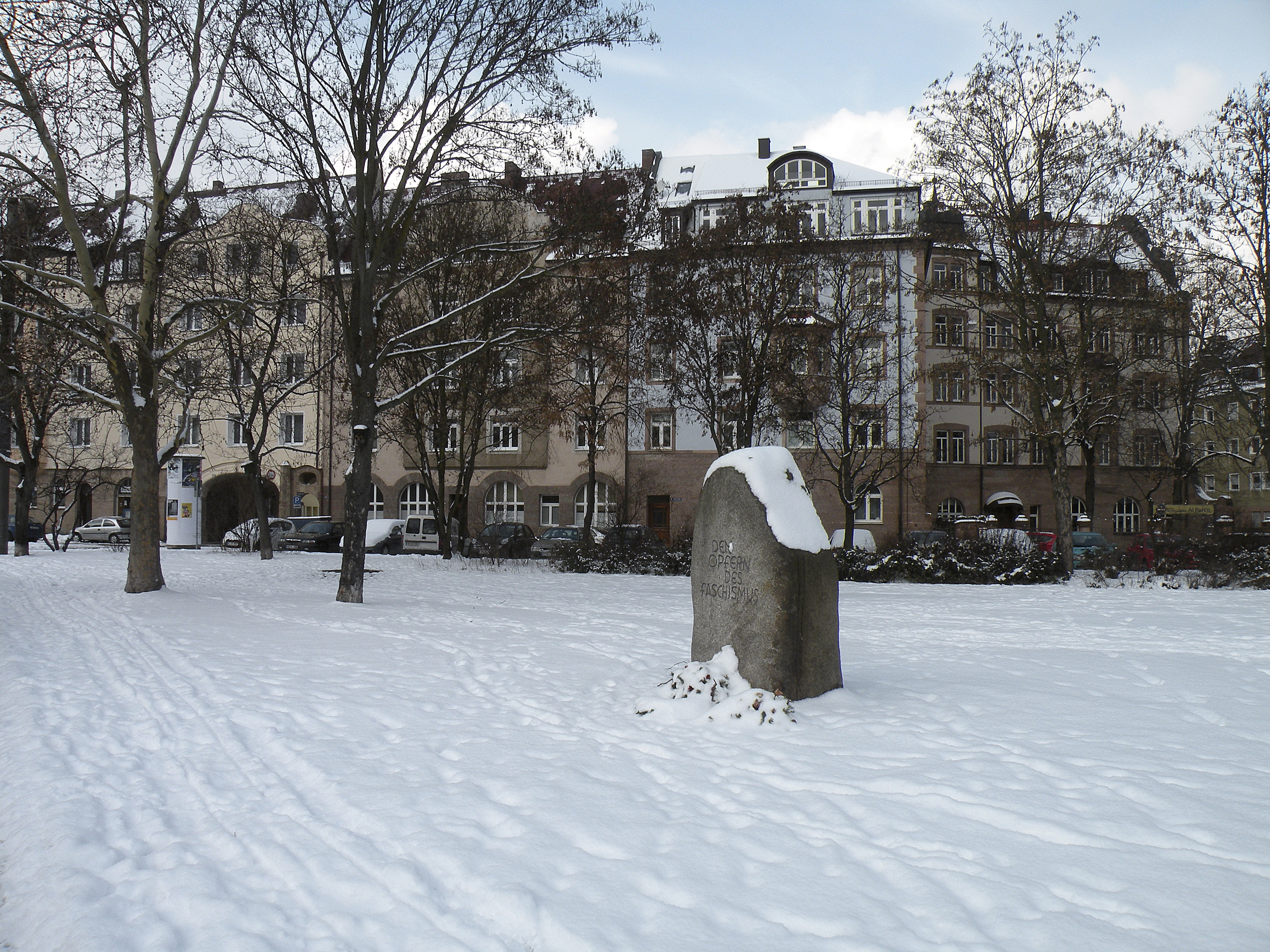
Майдан пам'яті жертв фашизму
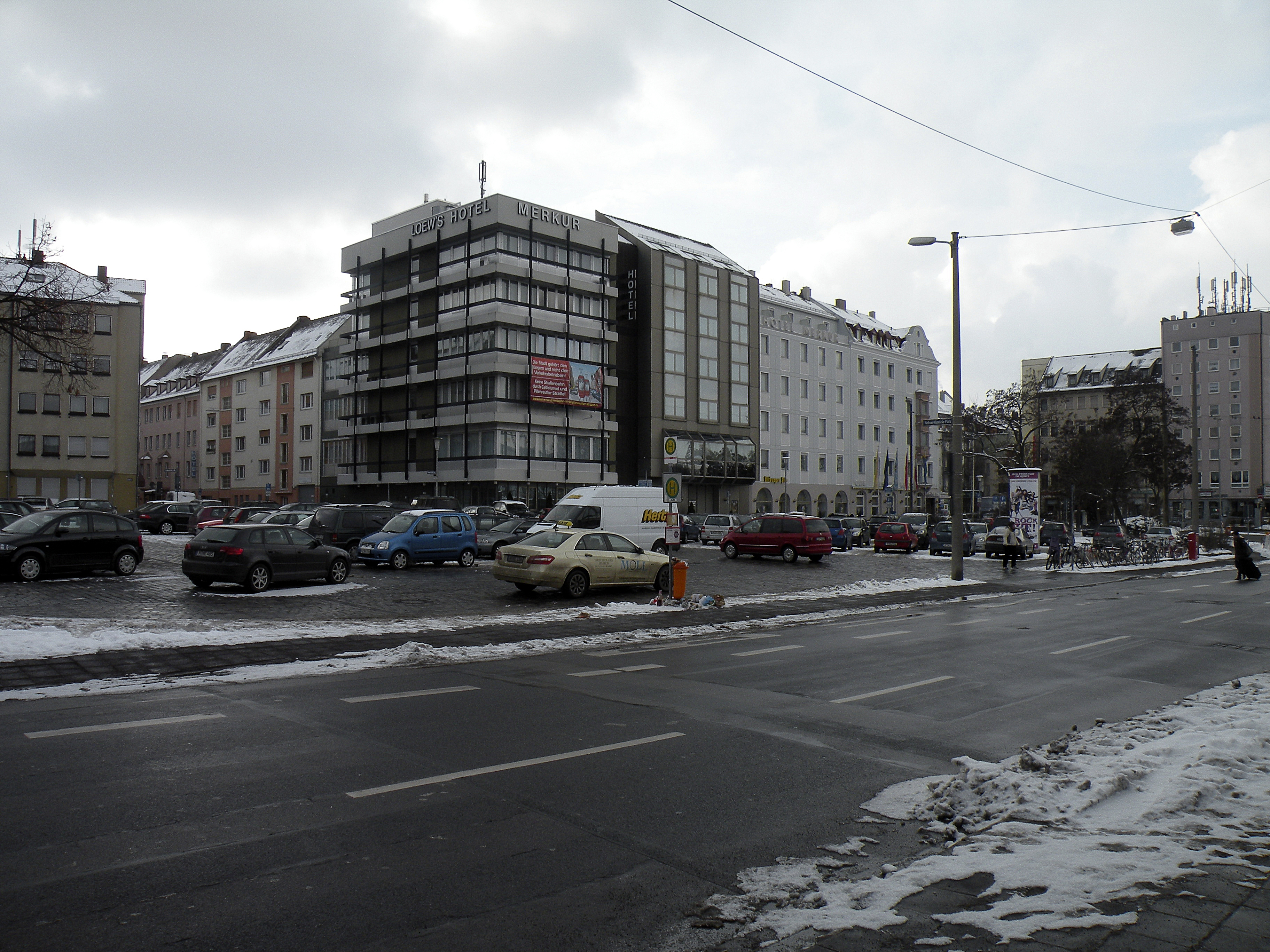
Майдан імені Нельсона Мандели
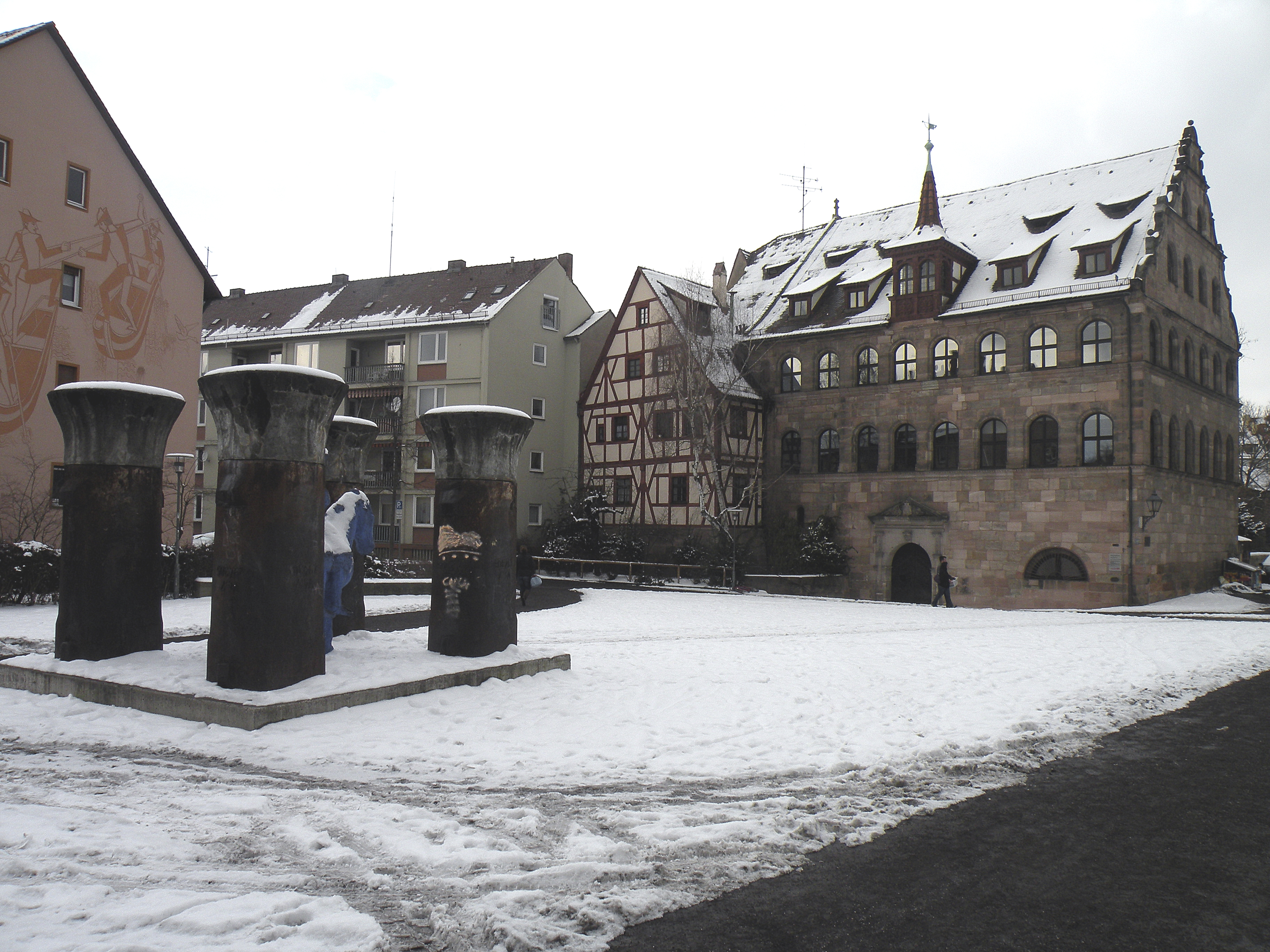
Майдан імені Андрія Сахарова
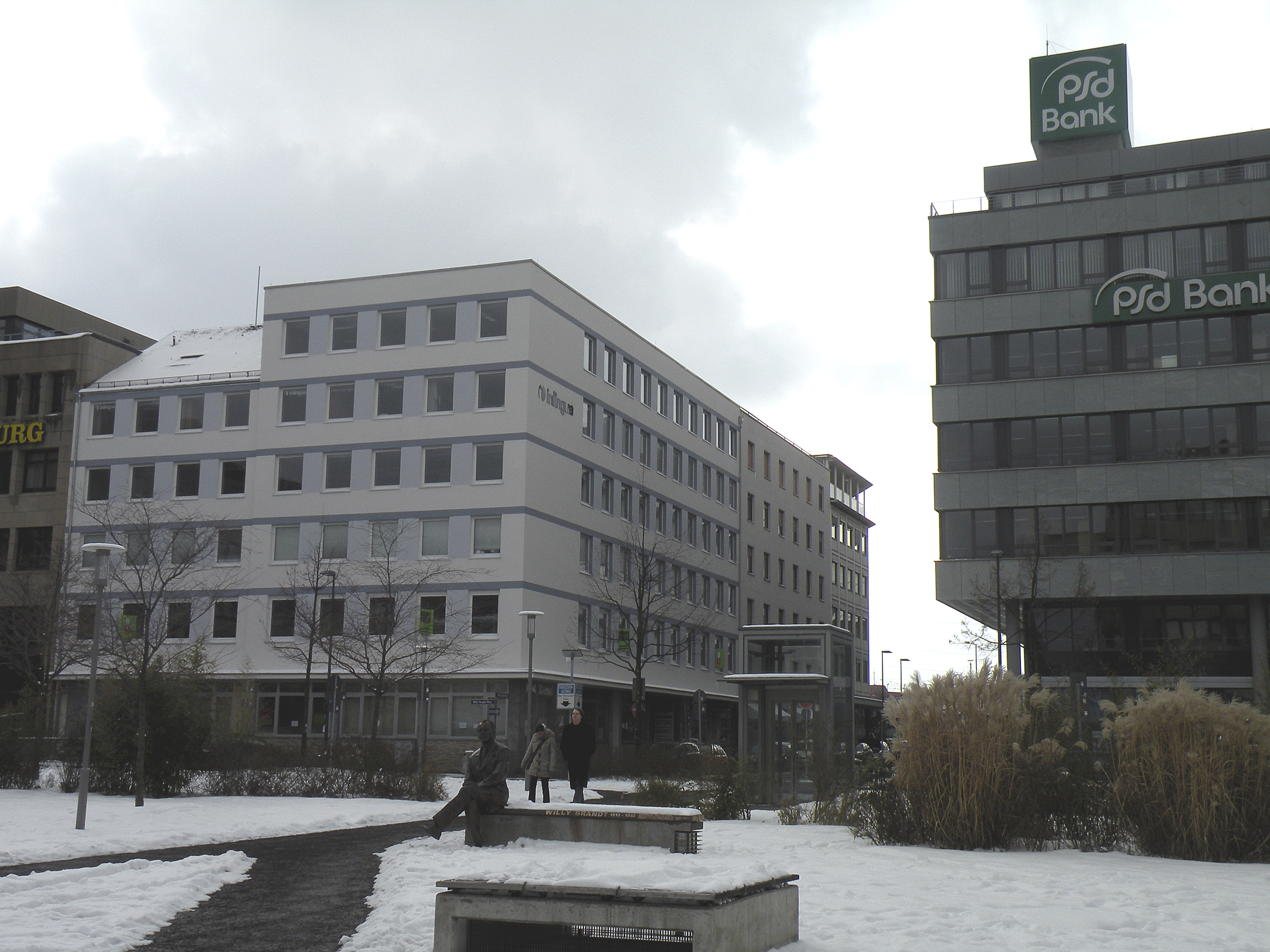
Майдан імені Віллі Брандта
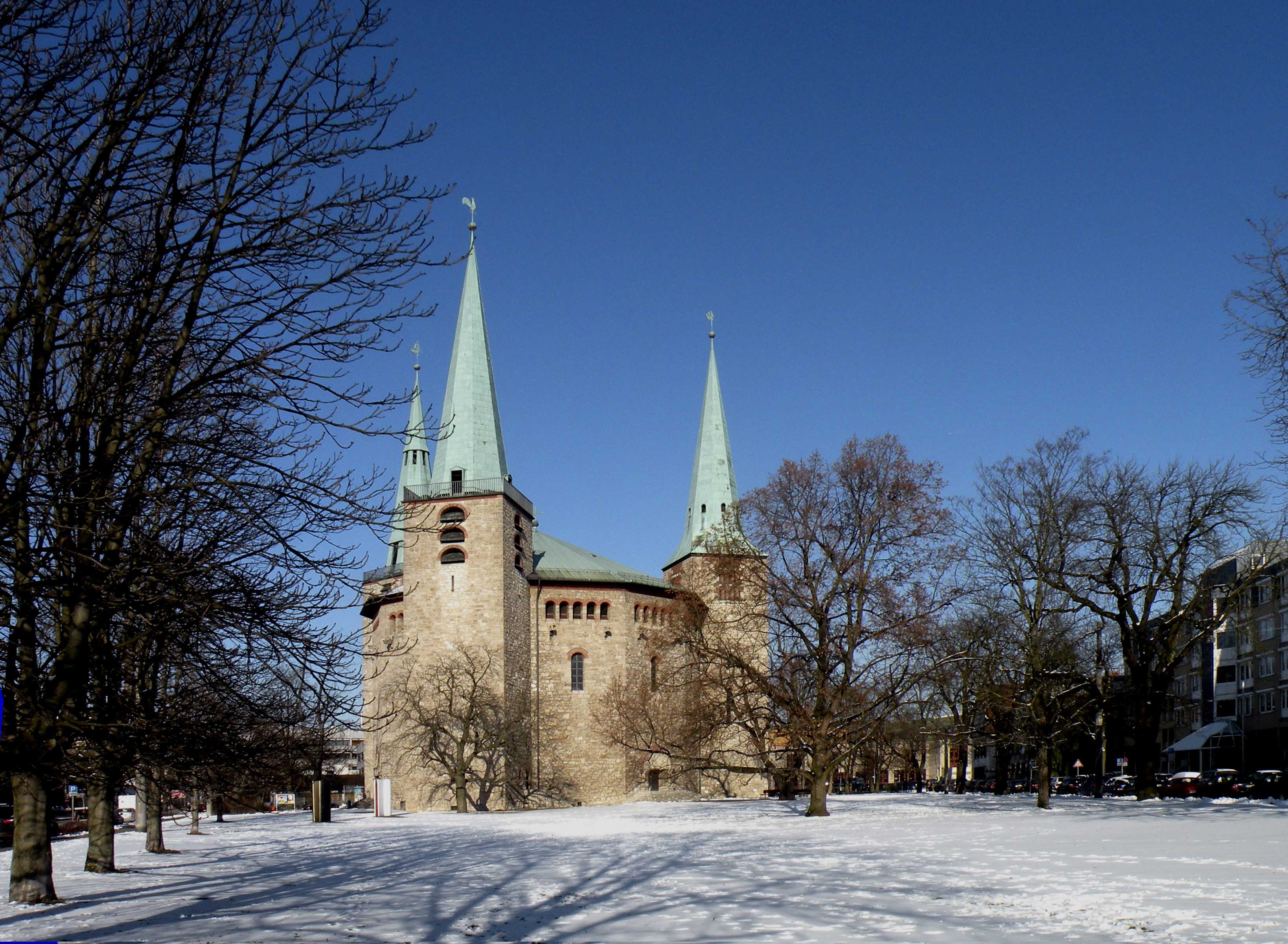
Берлінер-плац
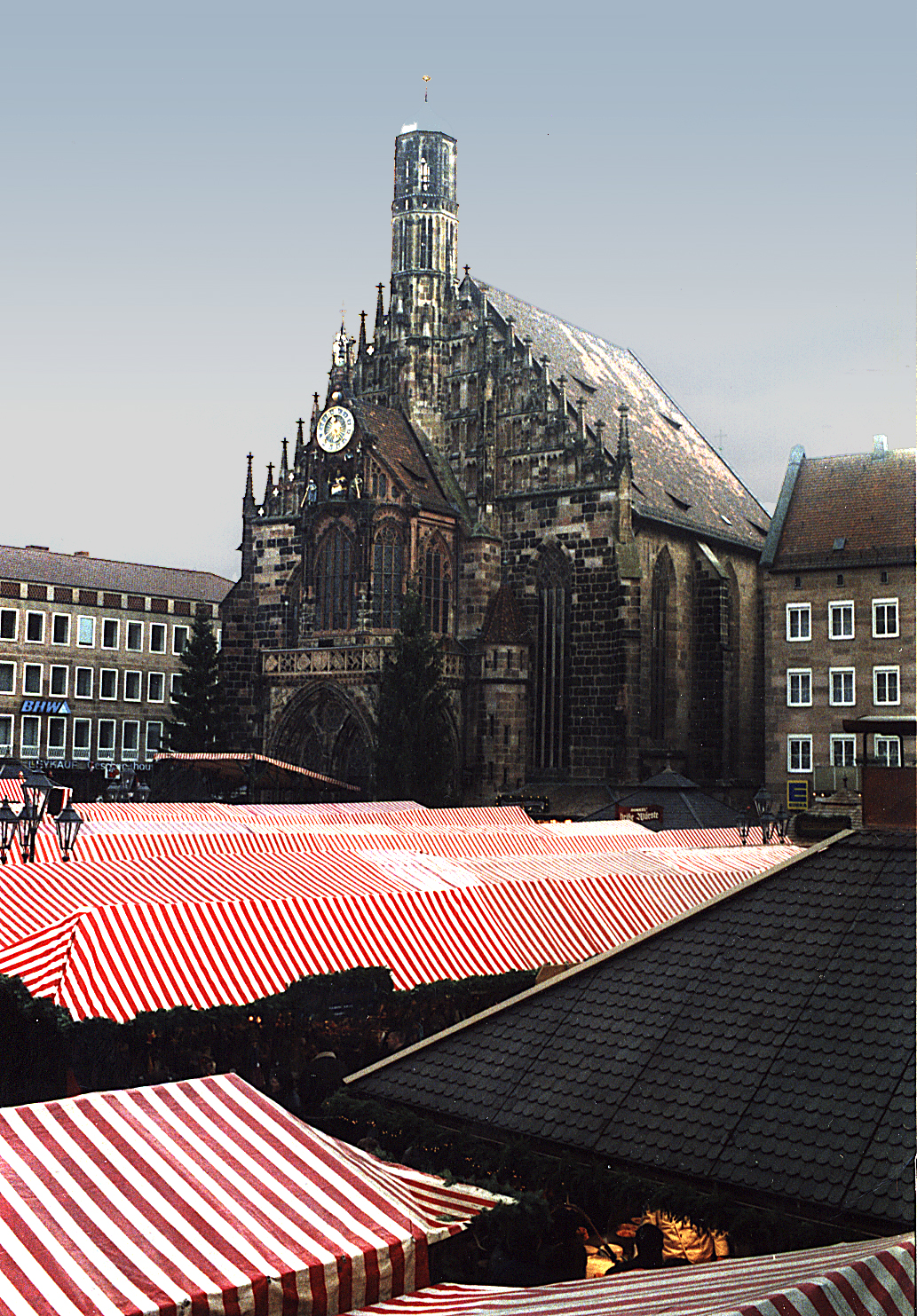
Центральний ринковий майдан

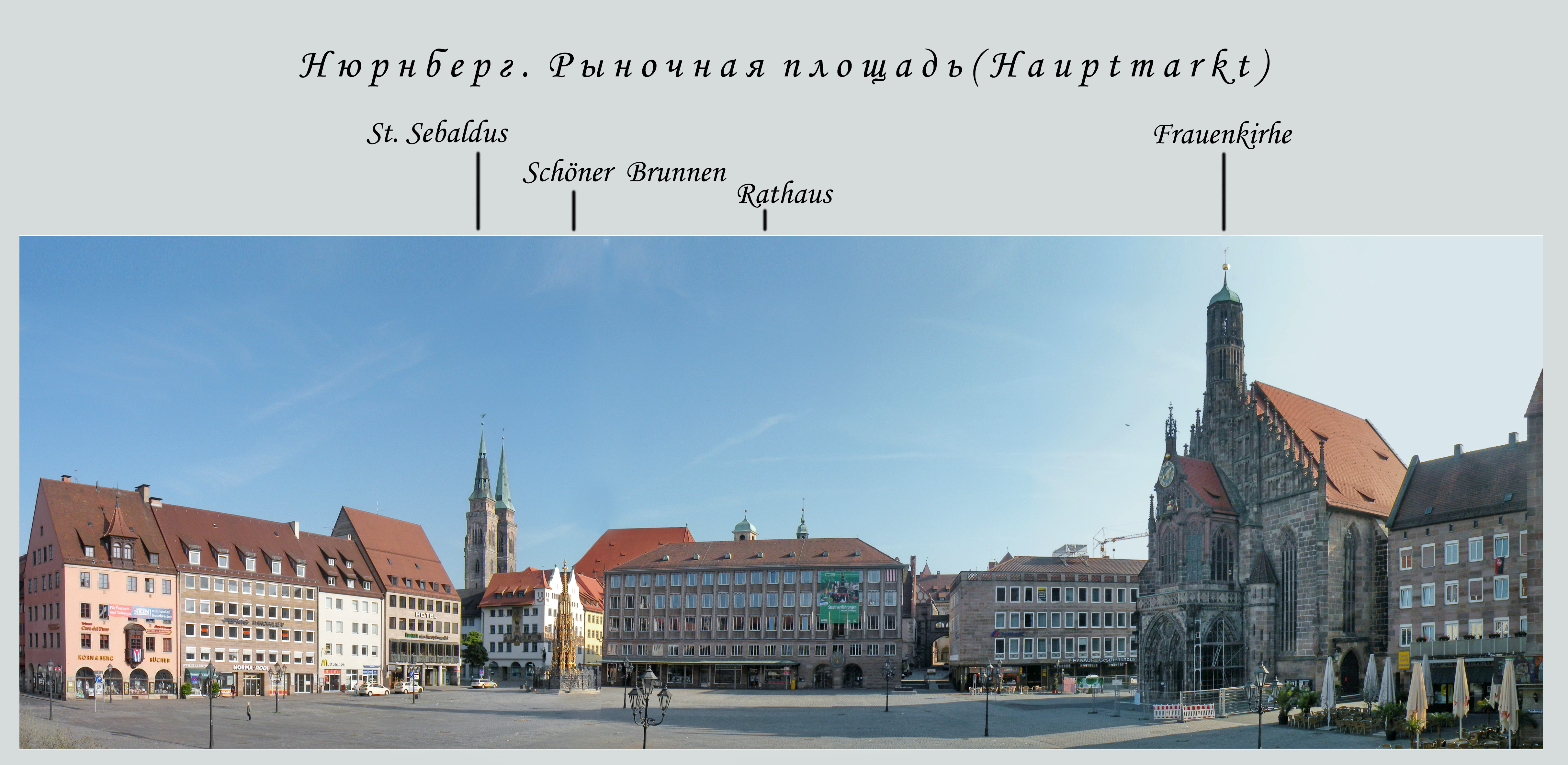
Нюрнберг. Ринковий майдан

### Сади і парки

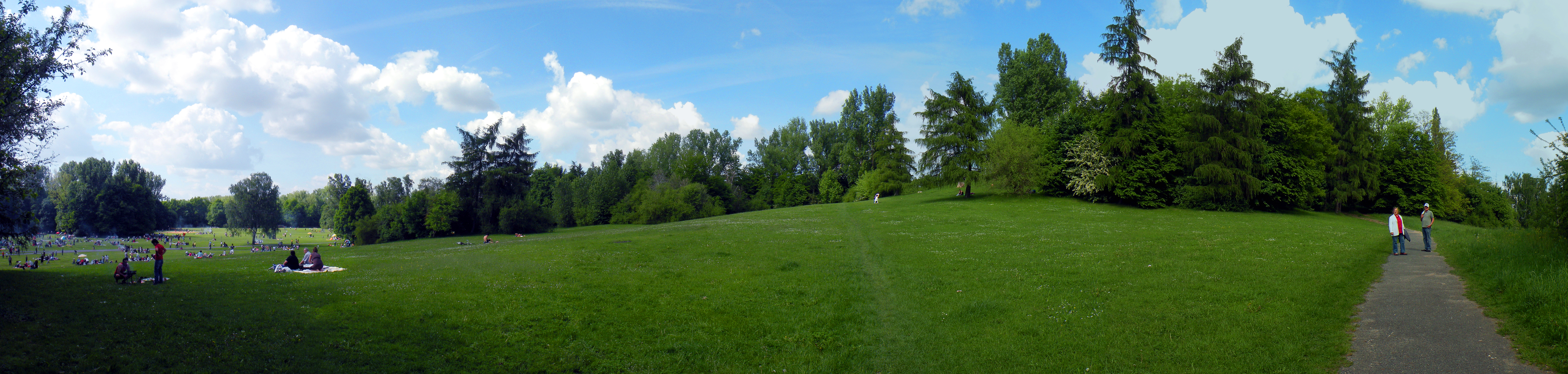
Народний парк Марієнберг

### монументальна пластика

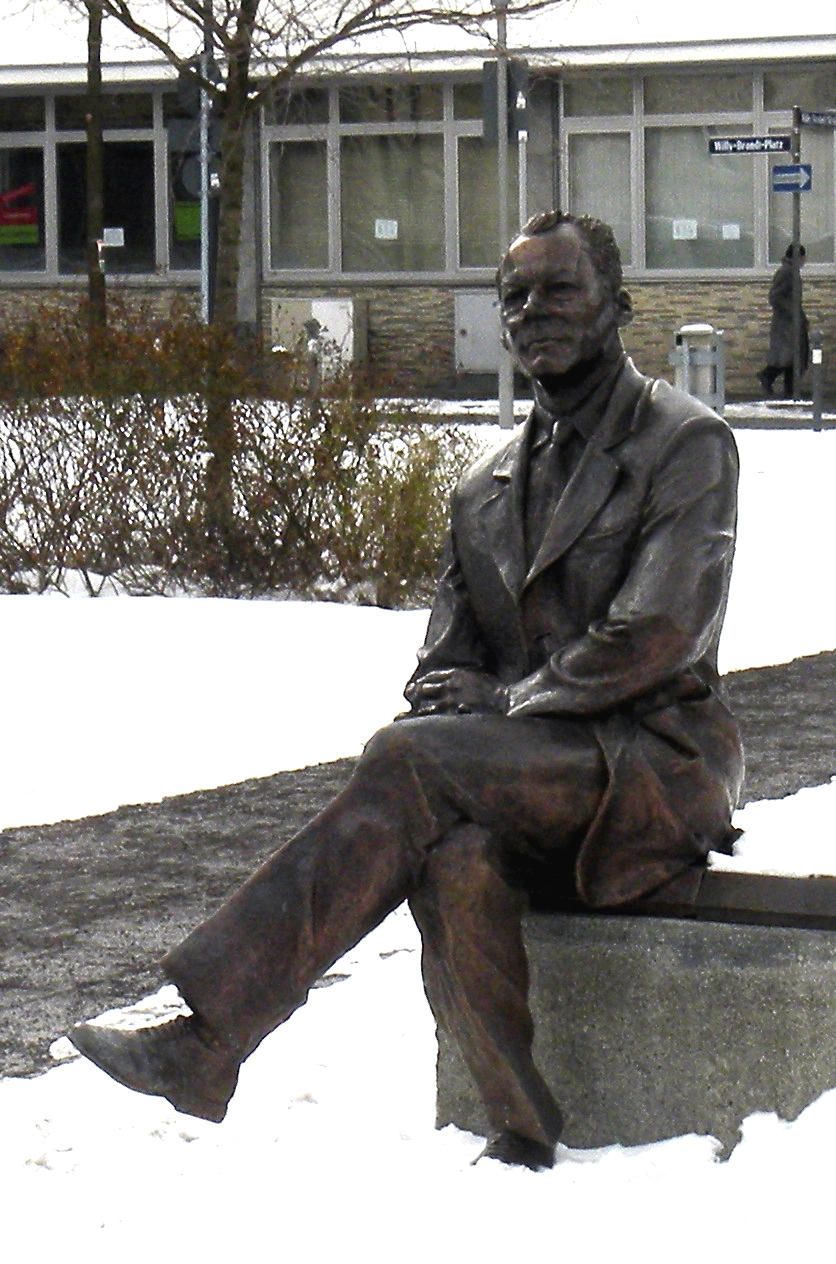
Віллі Брандт
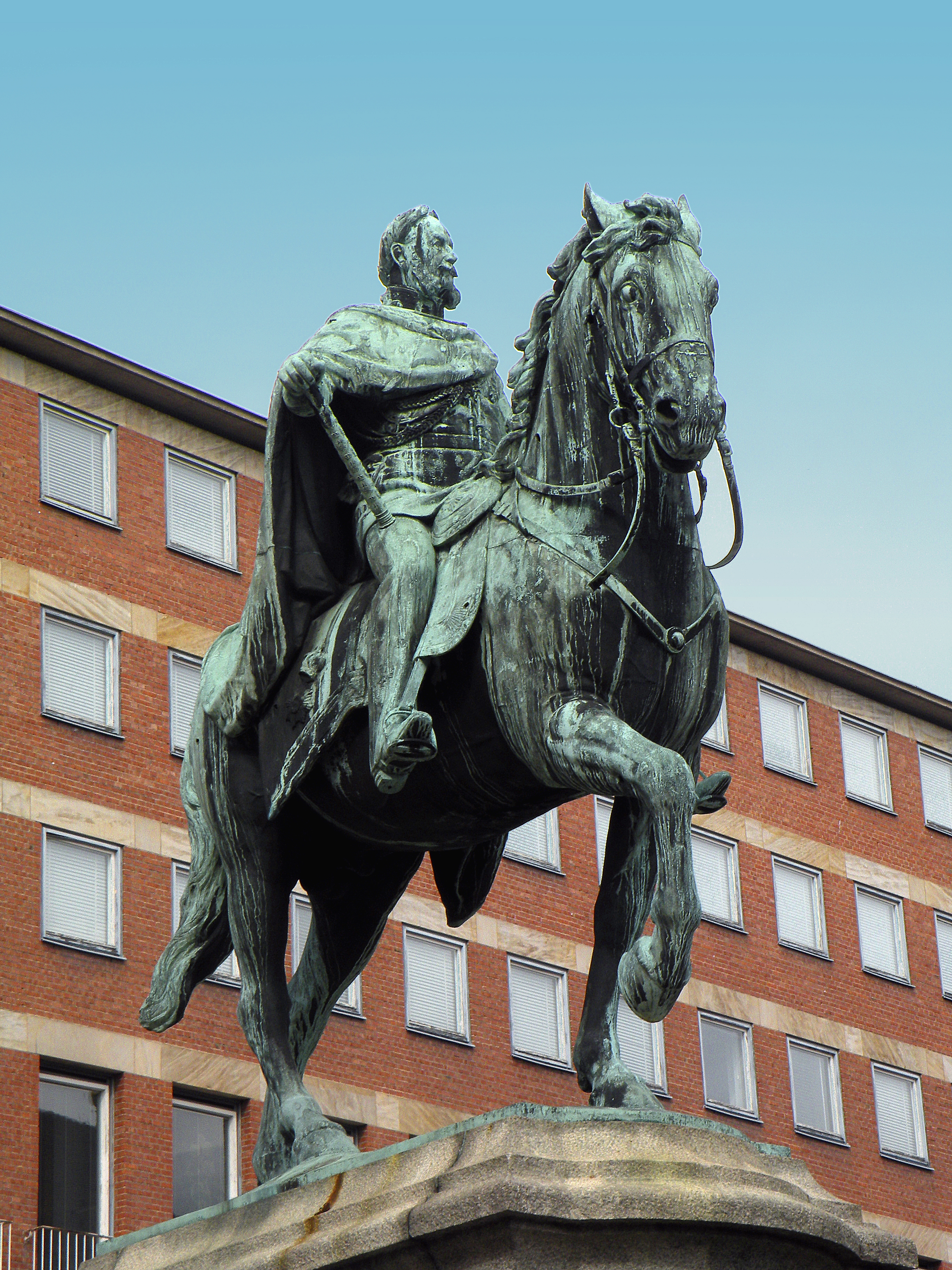
Вільгельм I
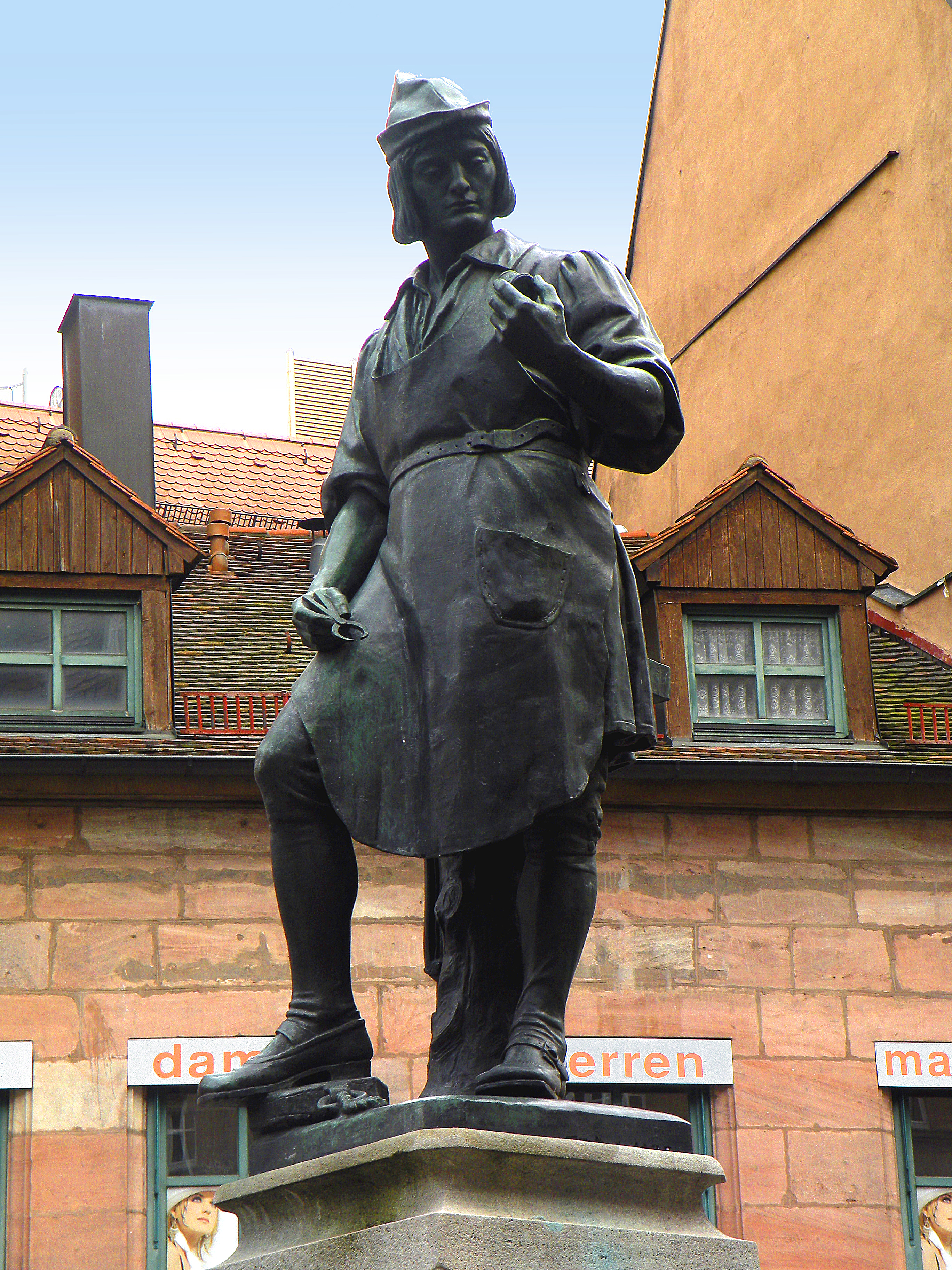
Петер Хенляйн
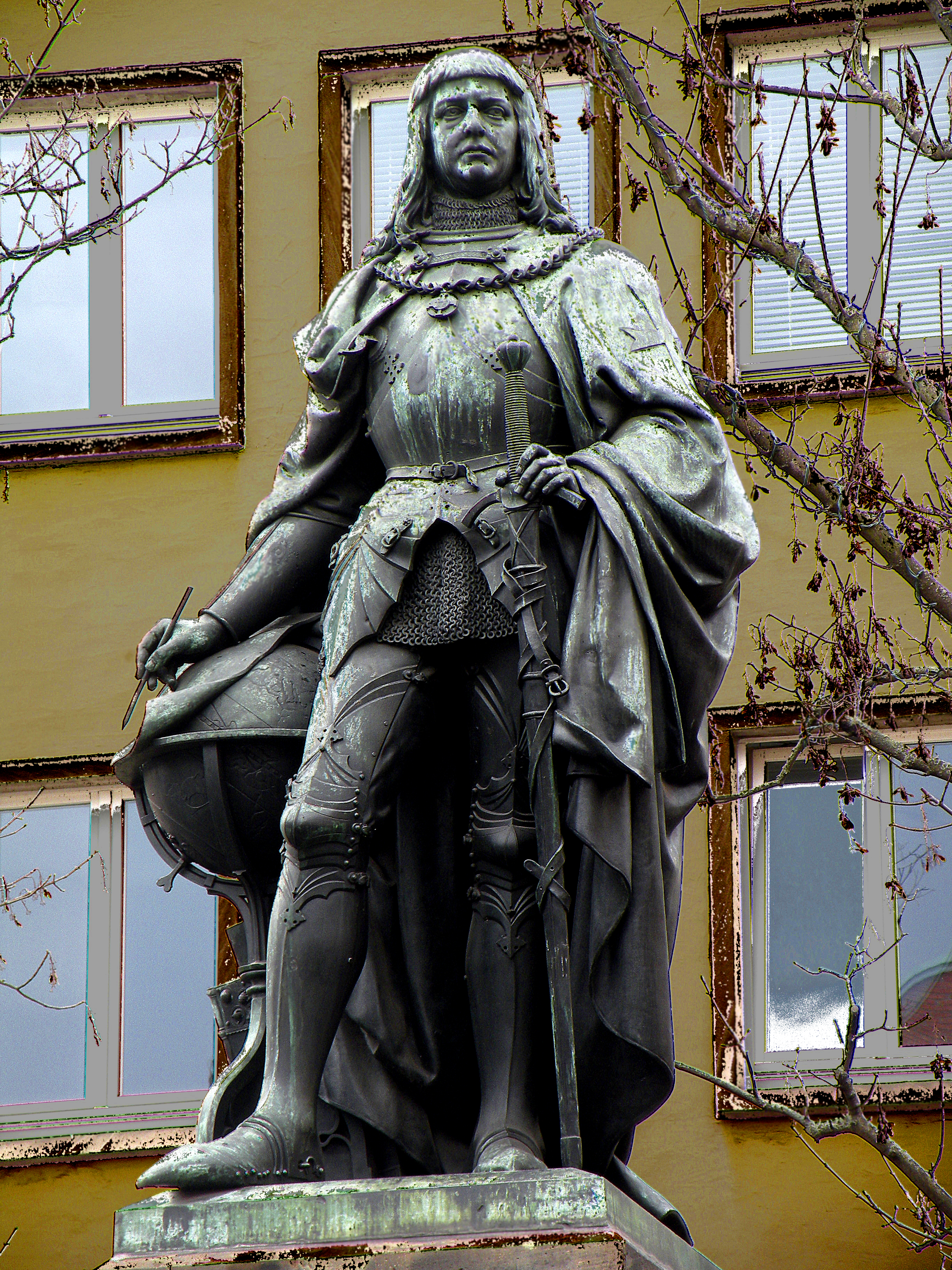
Мартін Бехайм
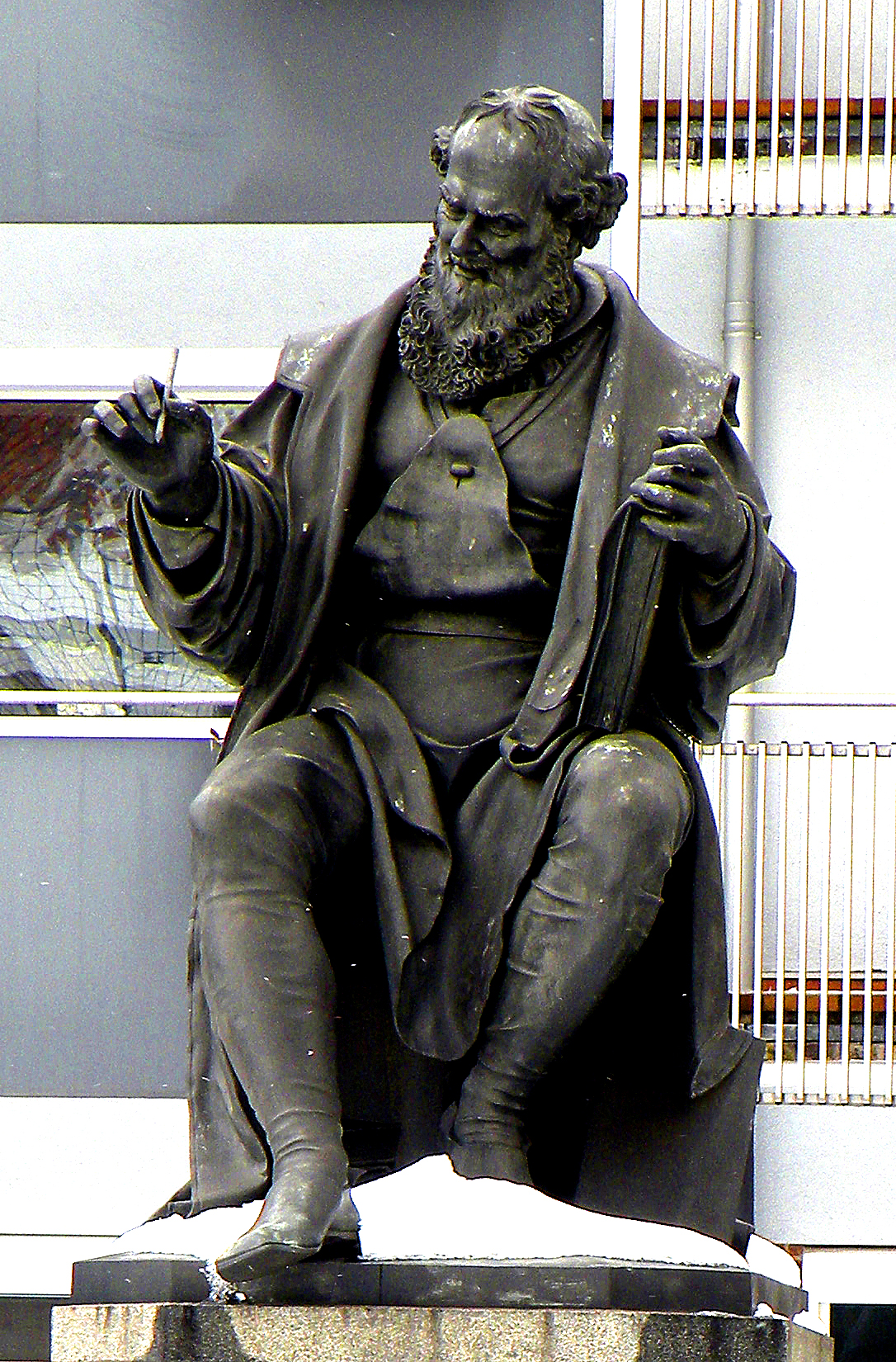
Ганс Закс
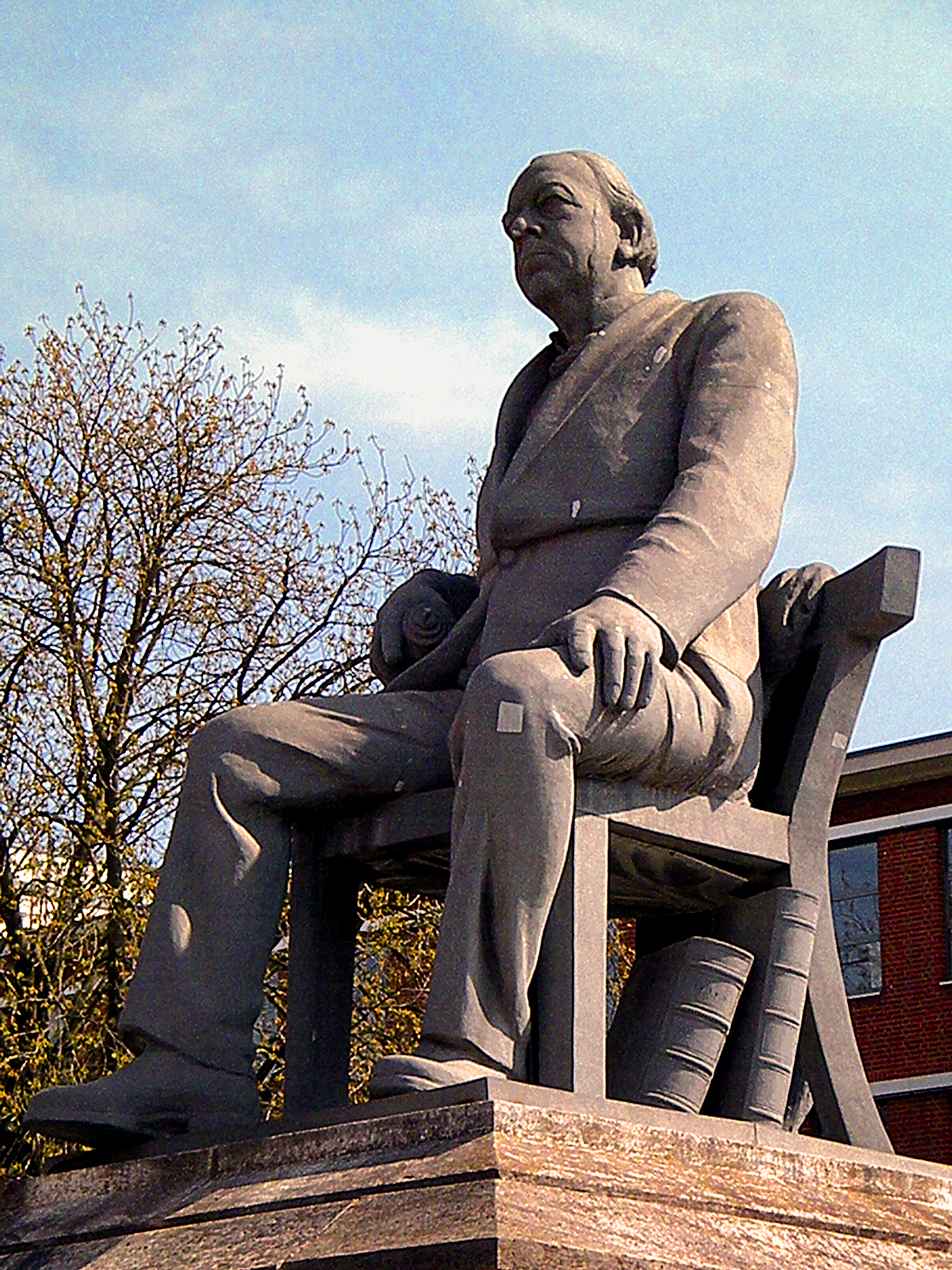
Крамер-Клетт

## Відомі люди
- Міхаель Вольгемут (1434—1519) — гравер, народився і помер у Нюрнберзі, ілюстрував «Всесвітню Хроніку» Шеделя;
- Регіомонтан (Йоганн Мюллер, 1436—1476) — астроном і математик, жив у Нюрнберзі 1471—1475 рр., де створив астрономічну обсерваторію;
- Гартман Шедель (1440—1514) — народився і помер у Нюрнберзі, географ і лікар, уклав «Всесвітню Хроніку»;
- Антон Кобергер (1440—1513) — народився і помер у Нюрнберзі, типограф, видав «Всесвітню Хроніку»;
- Файт Штос (Віт Ствош, 1440—1533) — скульптор, працював у Нюрнберзі;
- Адам Крафт (бл.1455-60 — 1500) — народився і помер в Нюрнберзі, скульптор;
- Конрад Цельтес (Пікель, 1459—1508) — німецький поет, заснував у Нюрнберзі гуманістичне «Sodalitas Norica»;
- Мартін Бехайм (1459—1507)— географ, створив глобус;
- Петер Фішер (1460—1529) — ливарник і скульптор;
- Вільгельм Плейденвурф (1460—1494) — художник і гравер, ілюстрував «Всесвітню Хроніку»;
- Віллібальд Піркгеймер (1470—1530) — поет, адвокат, член Малої ради Нюрнберга;
- Альбрехт Дюрер  (1471—1528)— художник, гравер, фортифікатор;
- Петер Генлейн (1485—1542) — годинникар, ливарник, створив кишеньковий годинник;
- Ганс Сакс (1494—1576) — найвідоміший поет німецького Ренесансу;
- Філіпп Меланхтон (1497—1560) — сподвижник і наступник Мартіна Лютера, педагог, прибув до Нюрнберга 1526, де створив протестантську Академію;
- Йоганн Баушінгер (1834—1893) — математик, механік, народився в Нюрнберзі;
- Мартін Шербер  (1907—1974)— композитор, народився в Нюрнберзі;
- Макс Грундіг (1908—1989)— народився в Нюрнберзі, створив концерн Grundig.

## Галерея

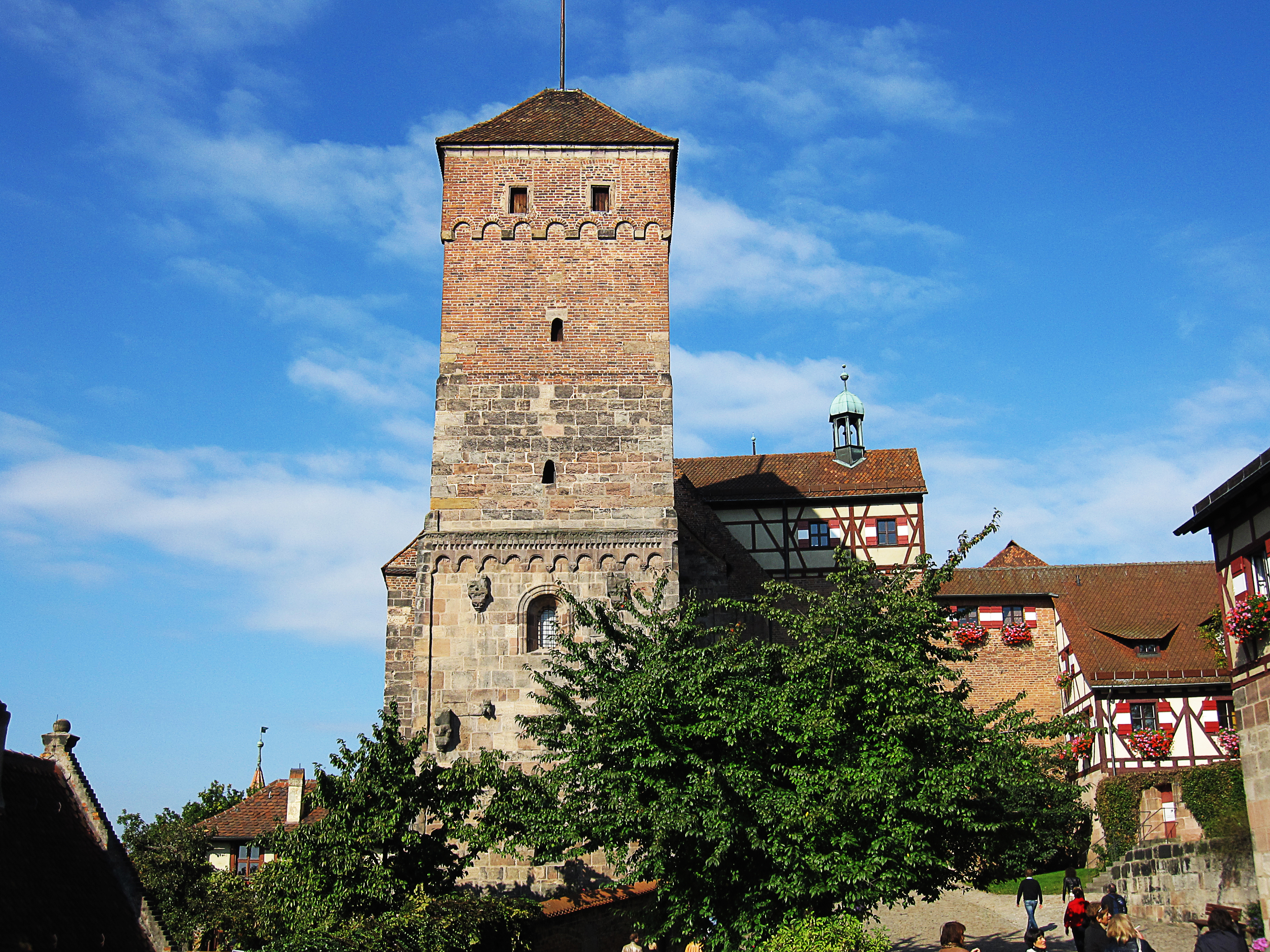
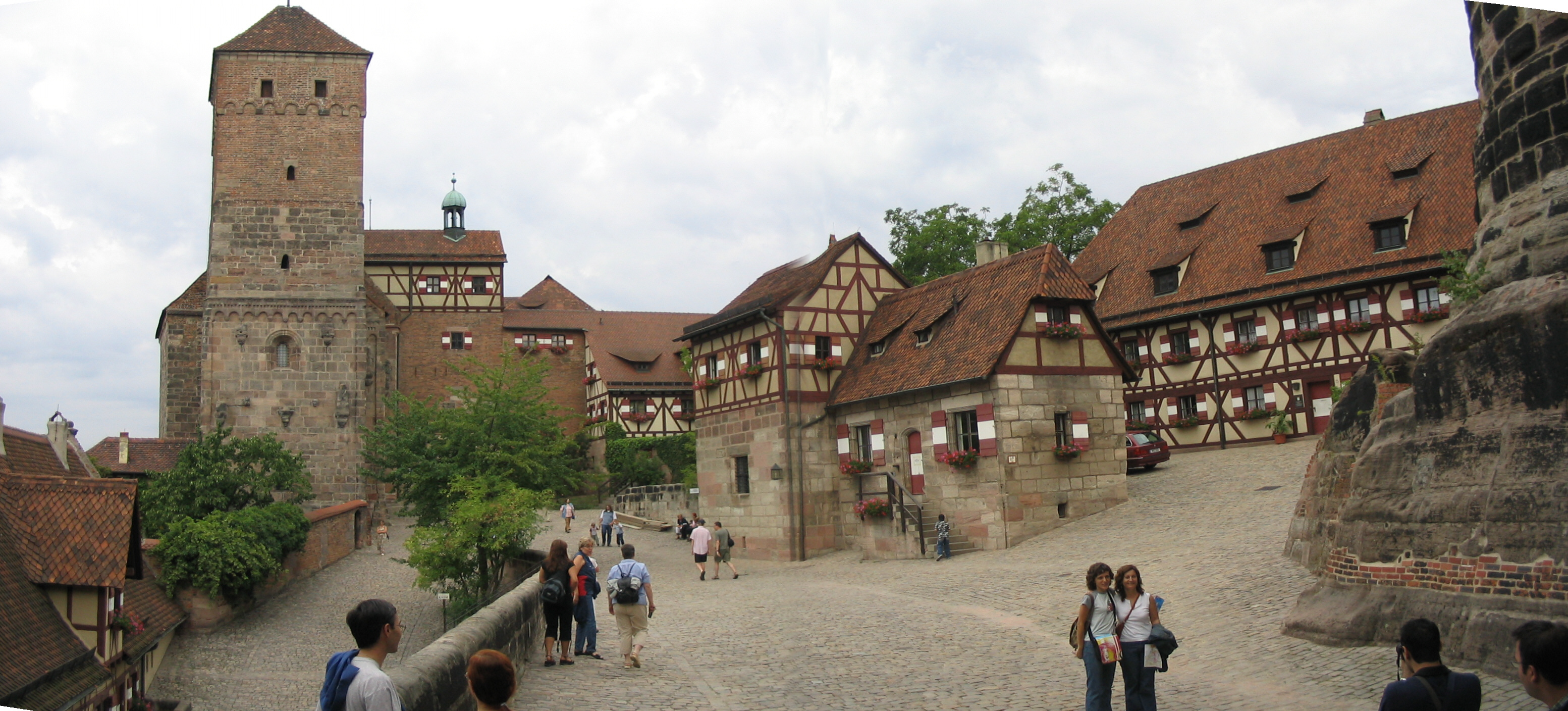
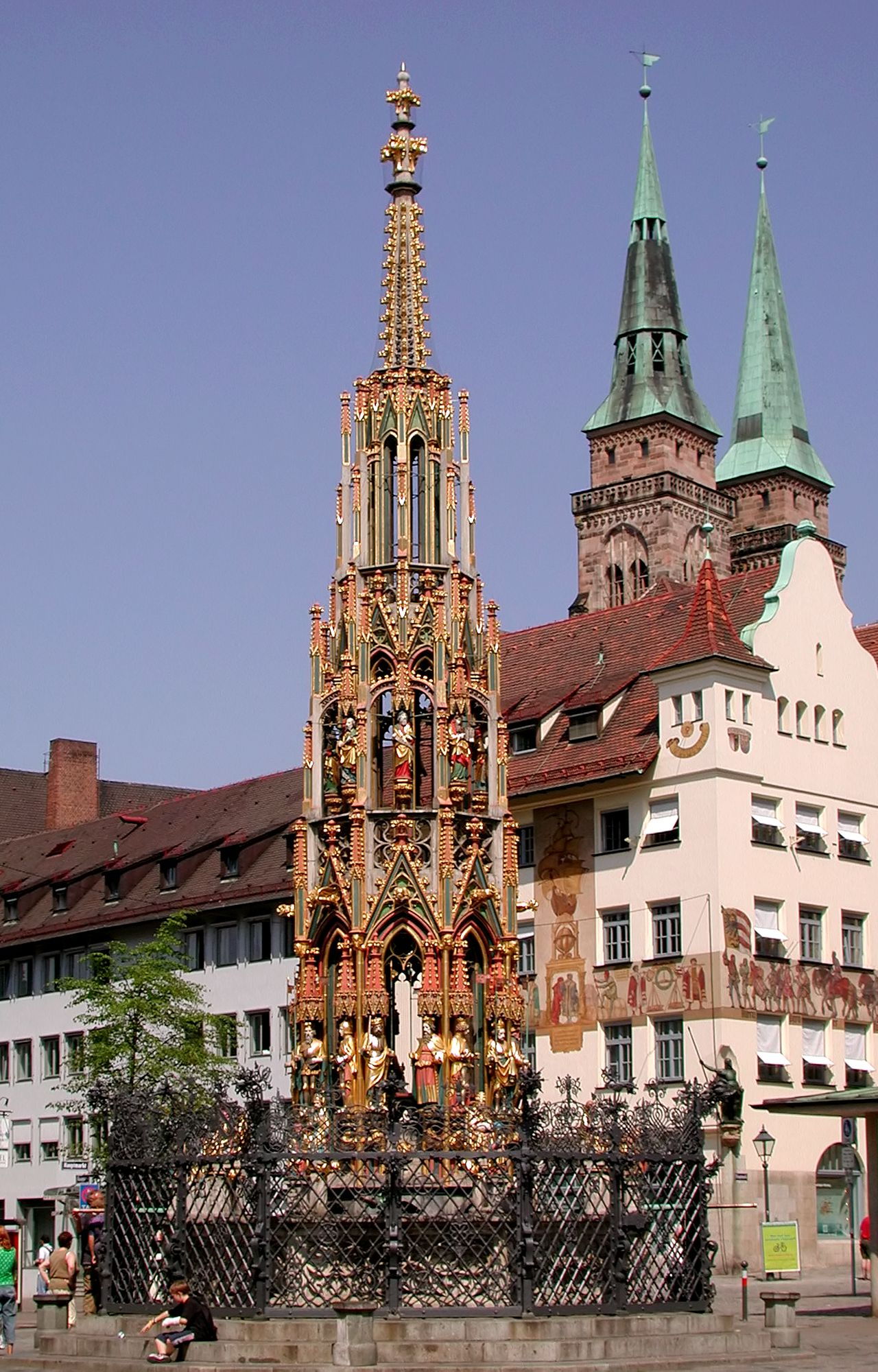
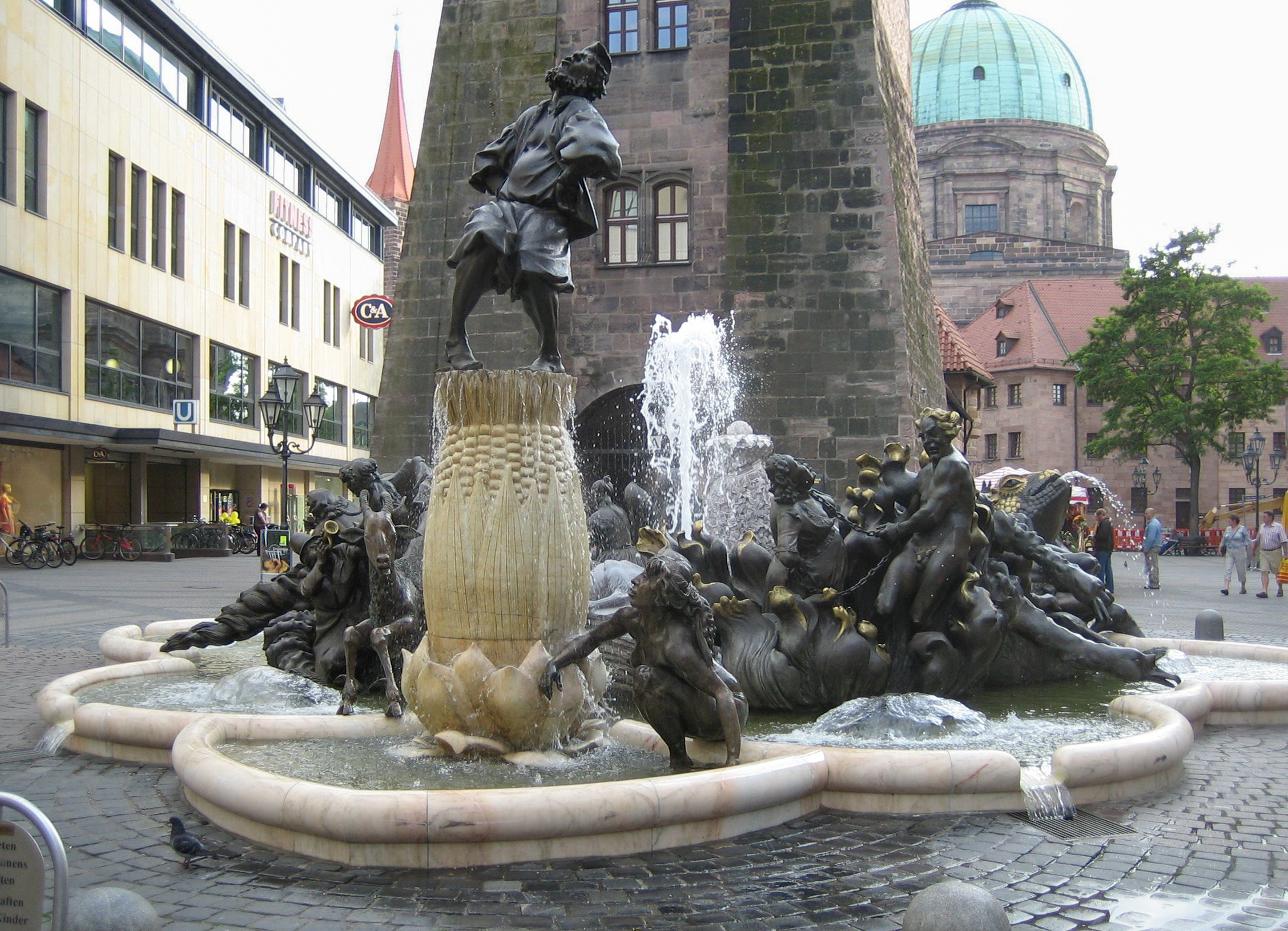
Фонтан "Весільний кортеж"
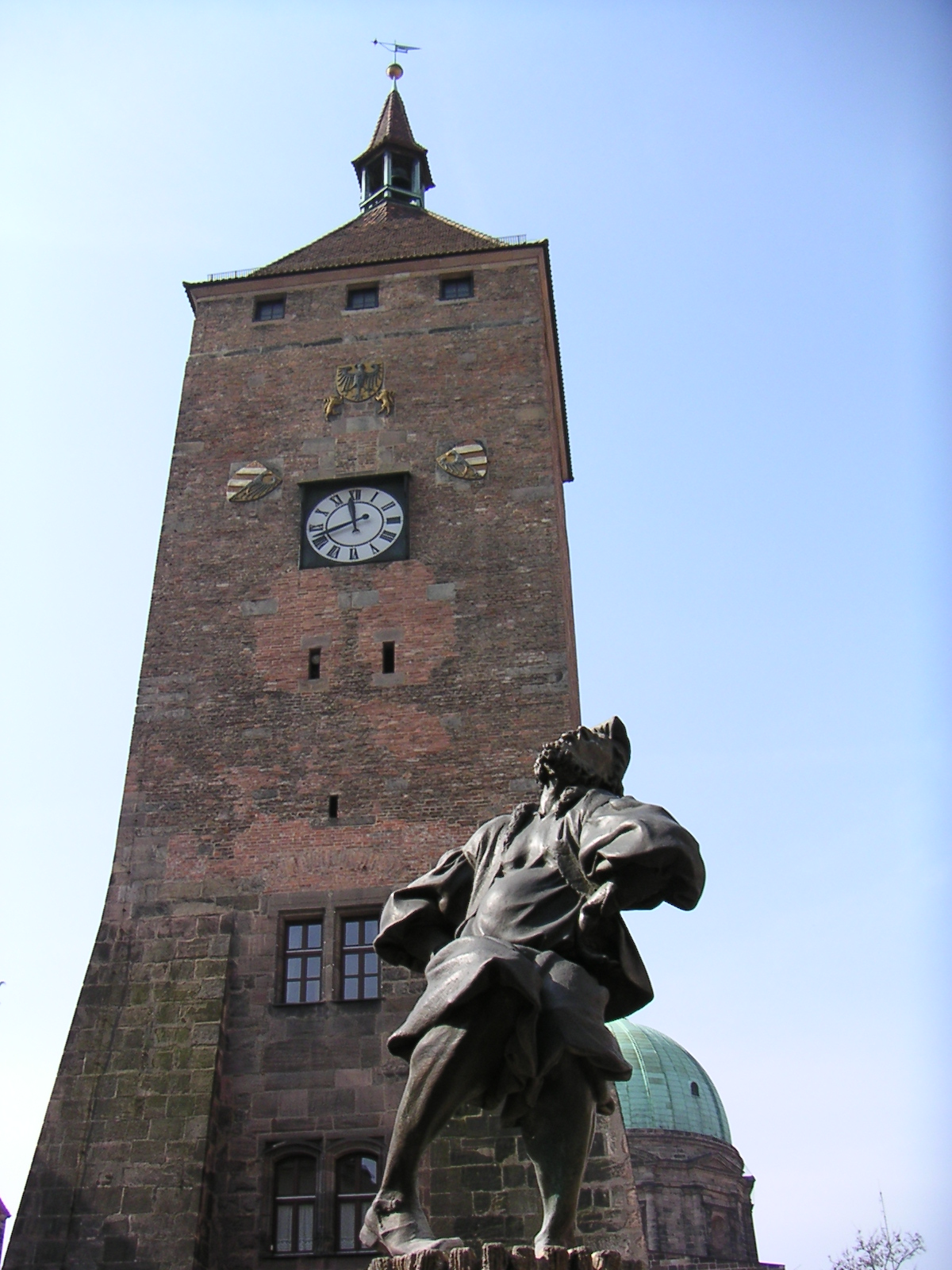
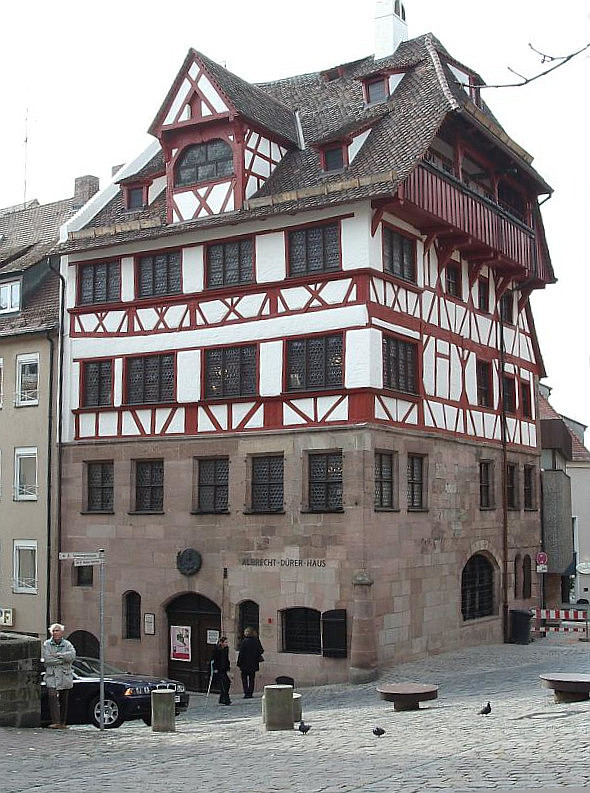
Дім-музей Альбрехта Дюрера
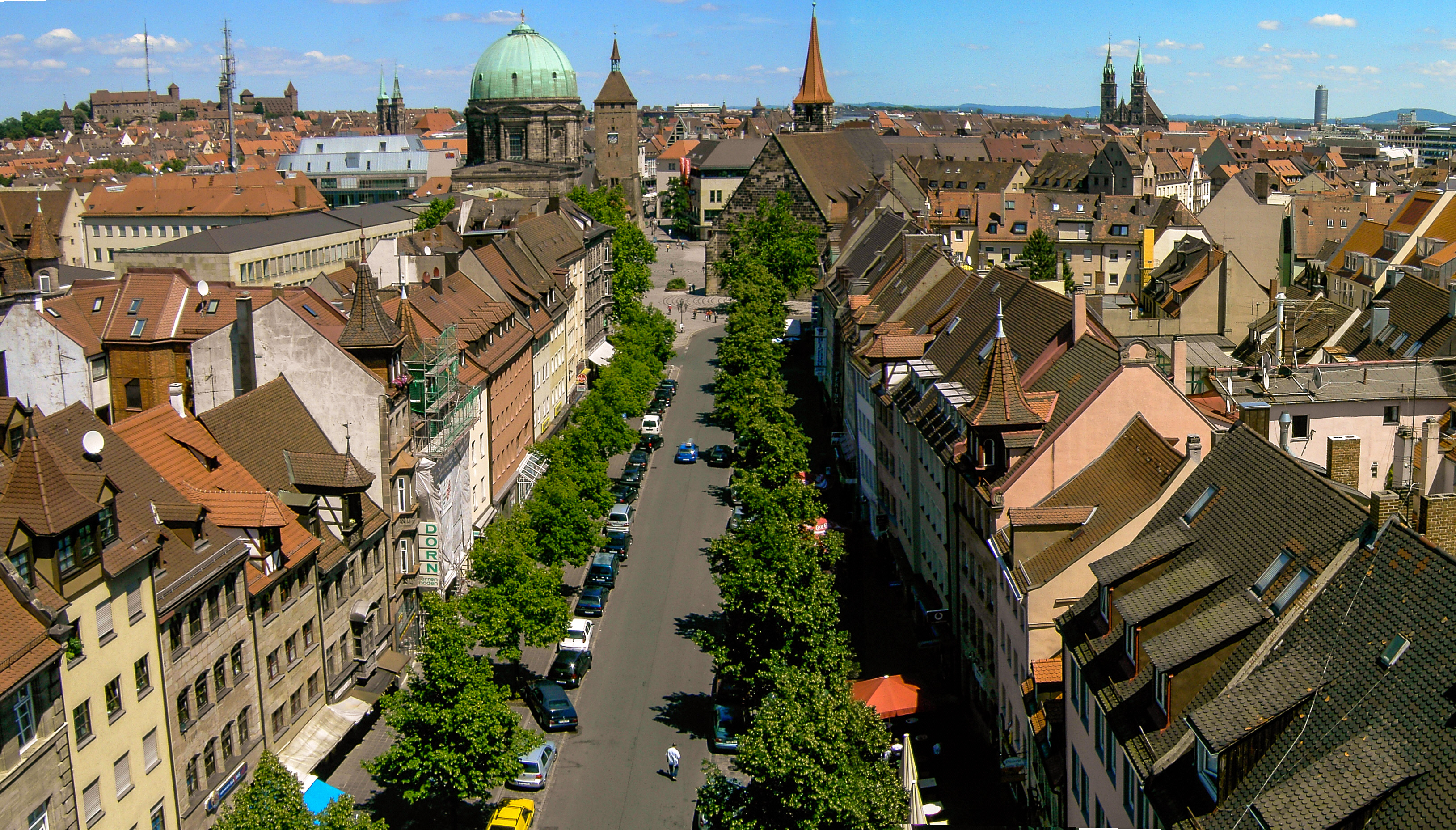
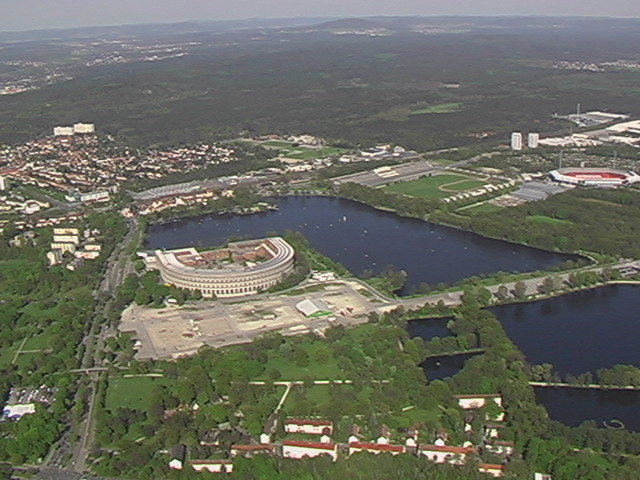
Документальний центр на території з'їздів НСНРП.
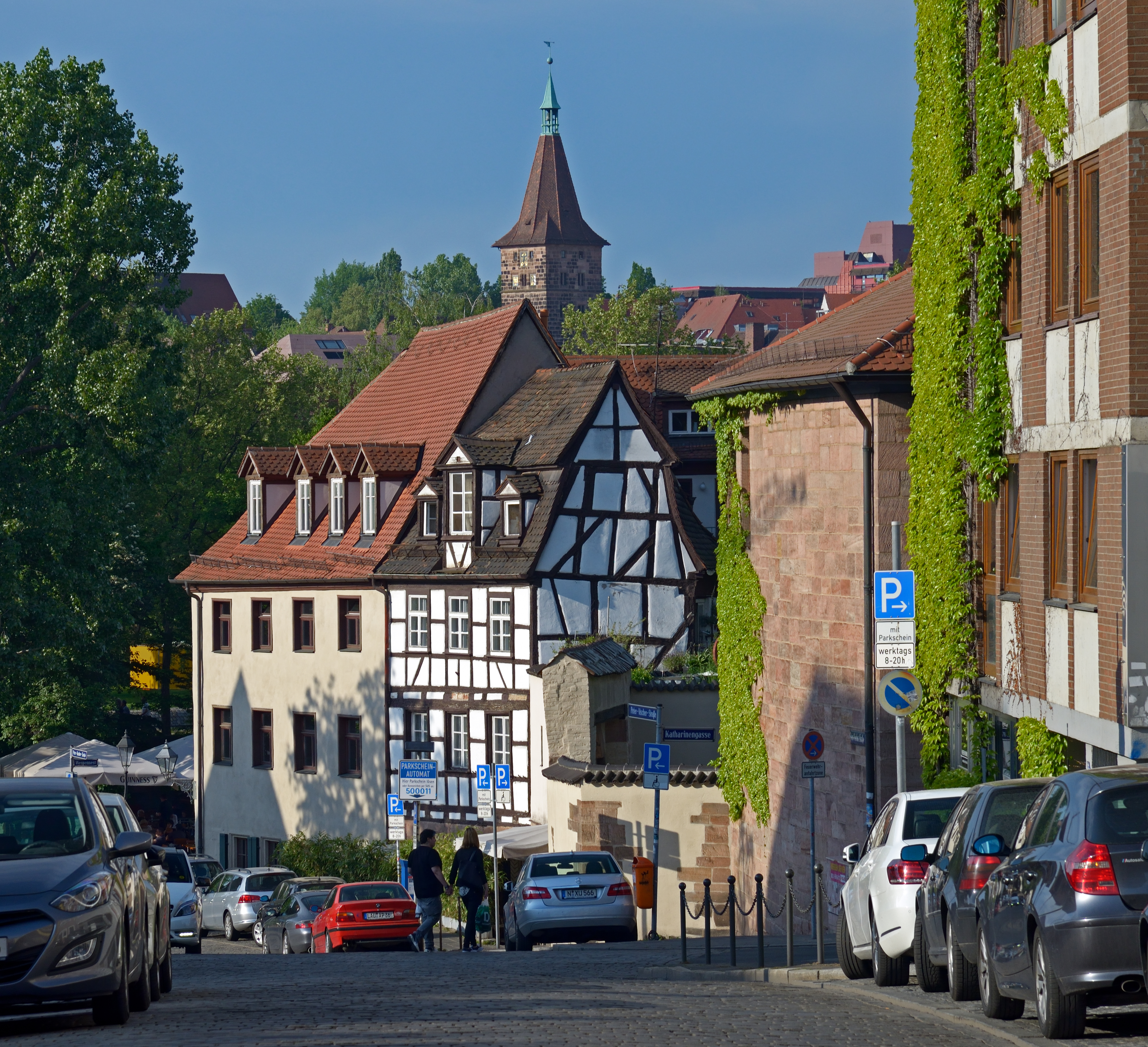
Петер-Вішер штрассе
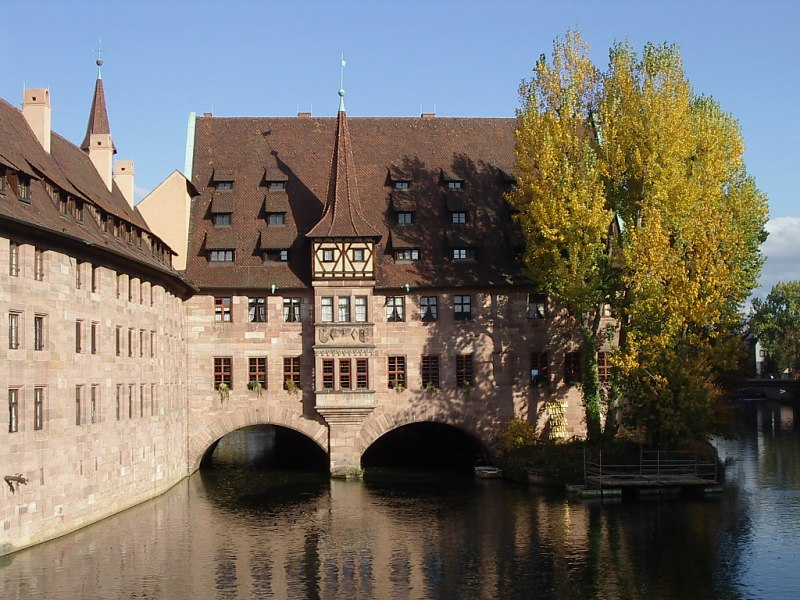
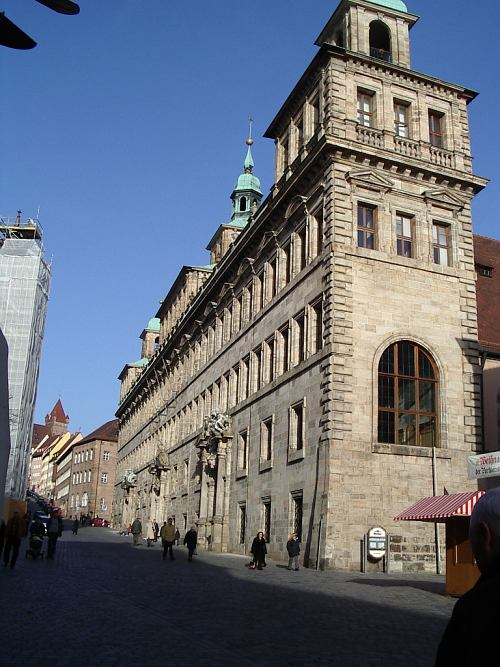
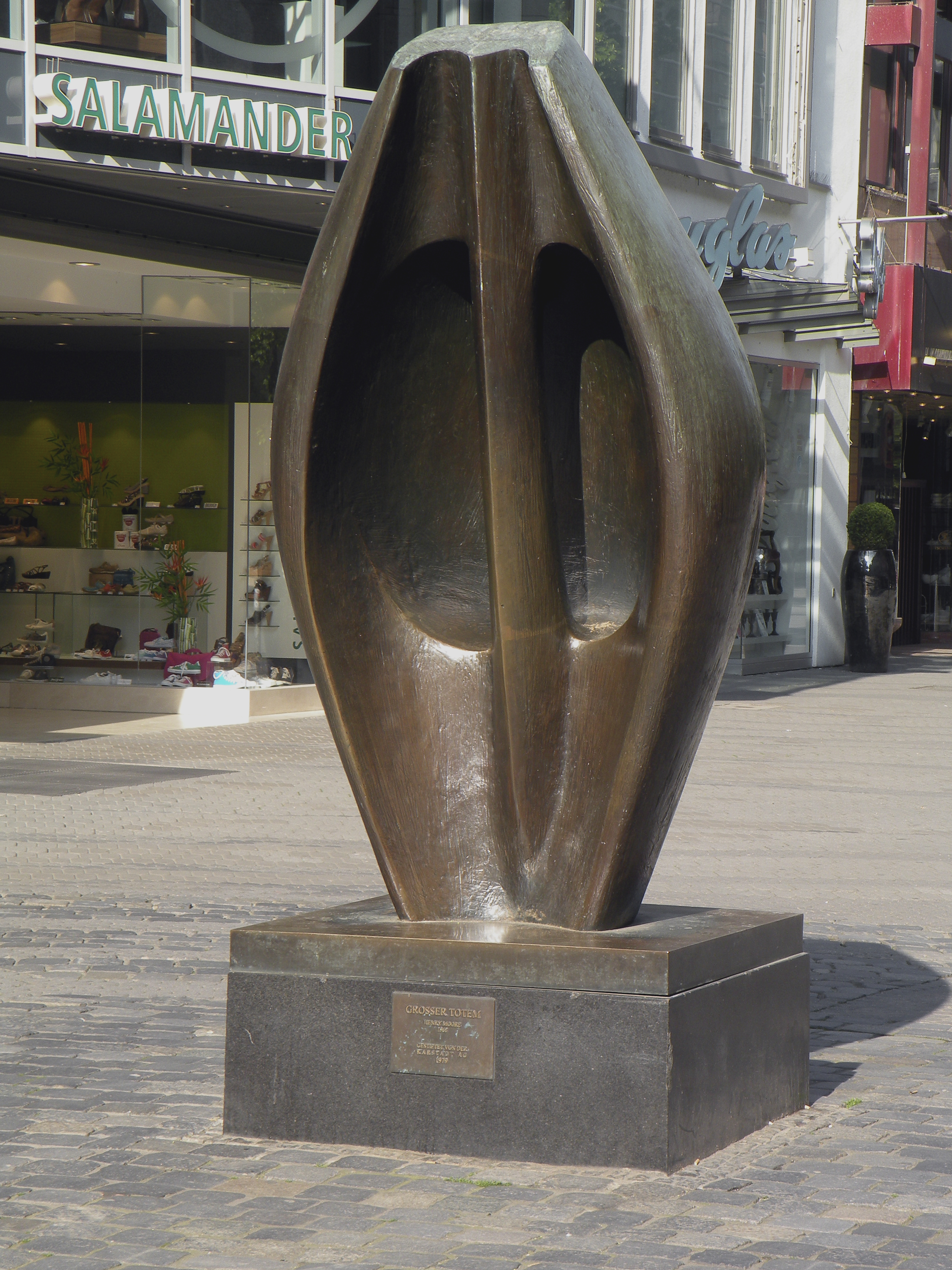
«Великий Тотем» Генрі Мура на Кароліненштрассе
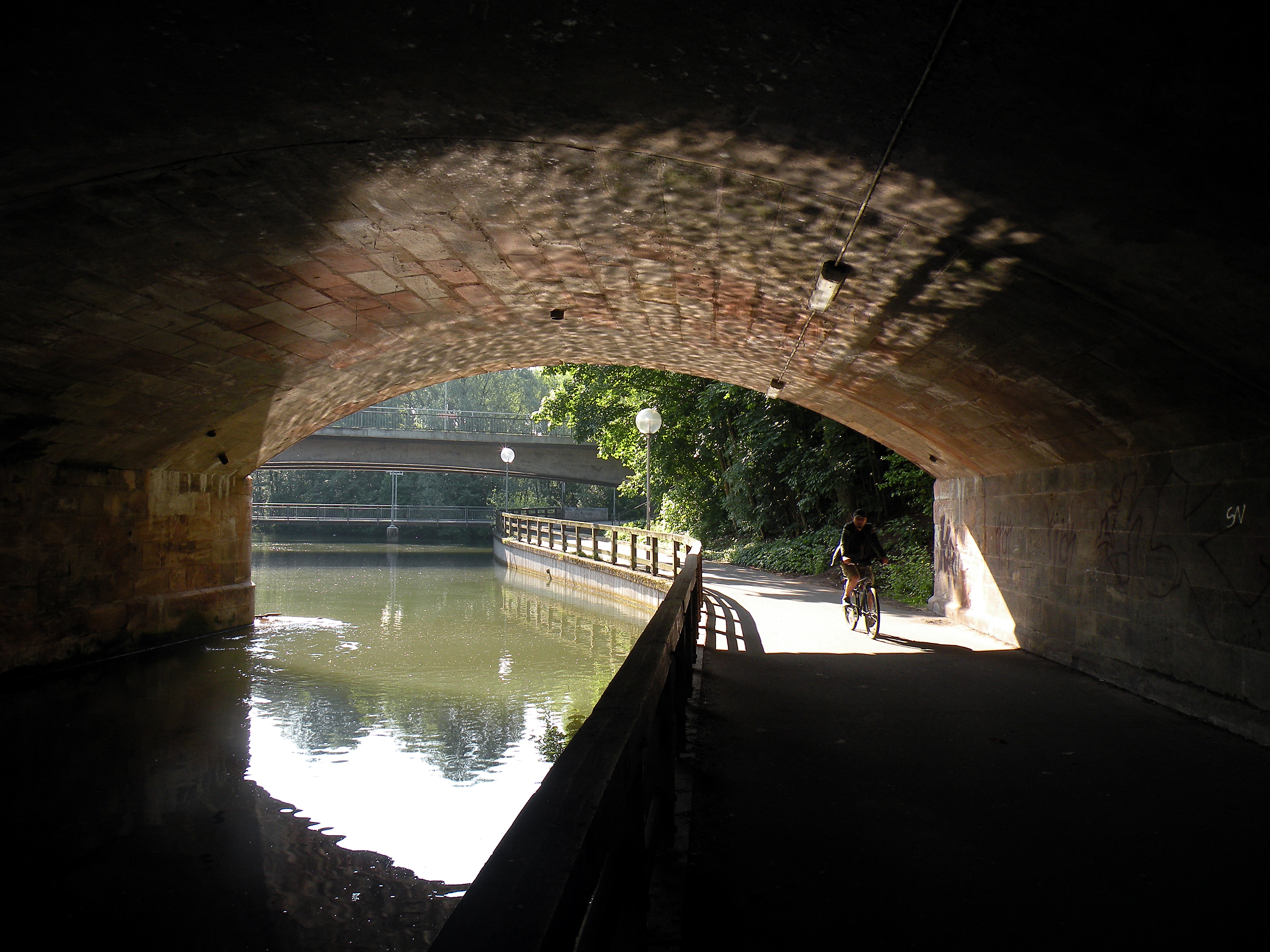
Річка Пегніц
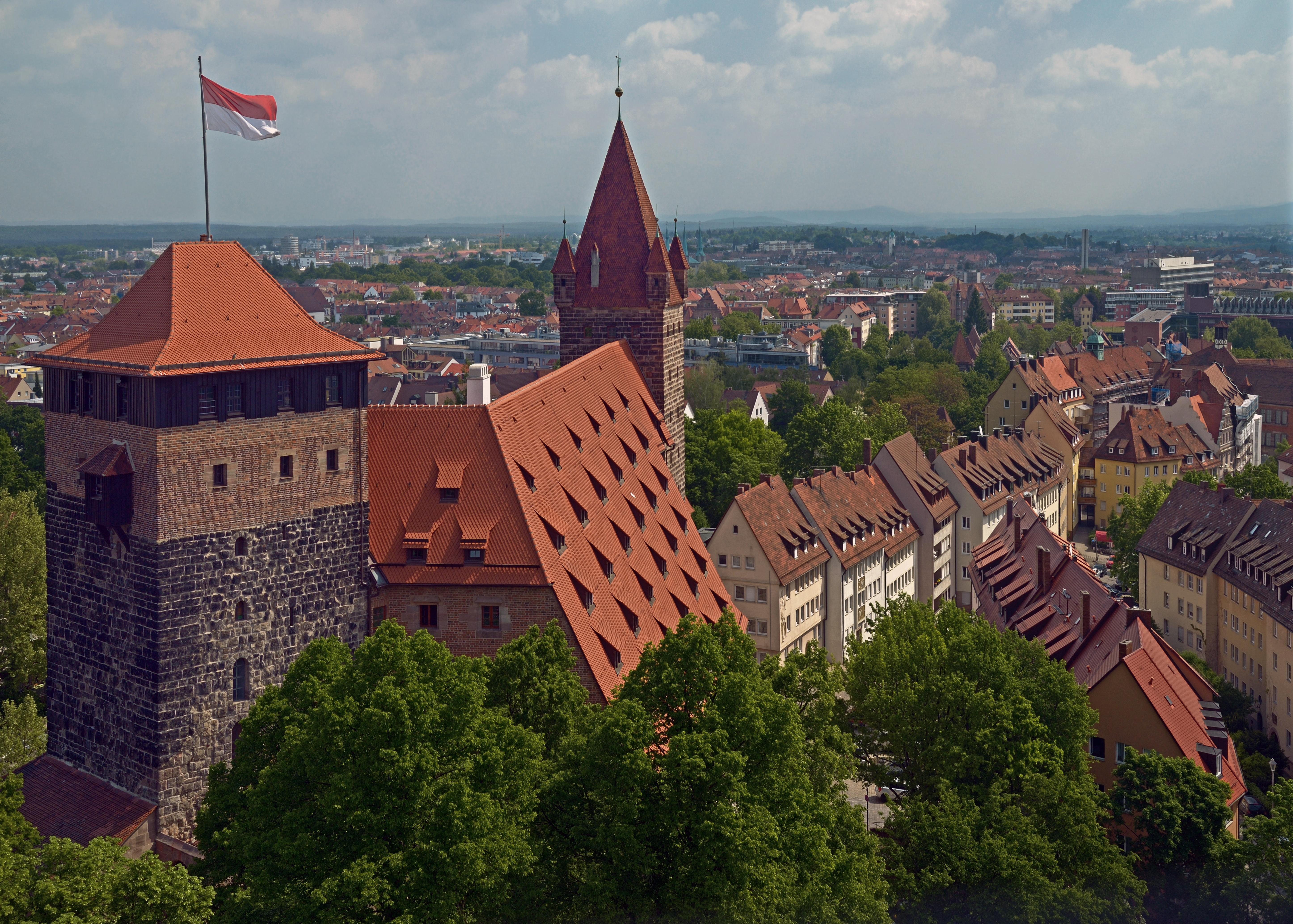
П'ятигранна башта і Імперські стайні
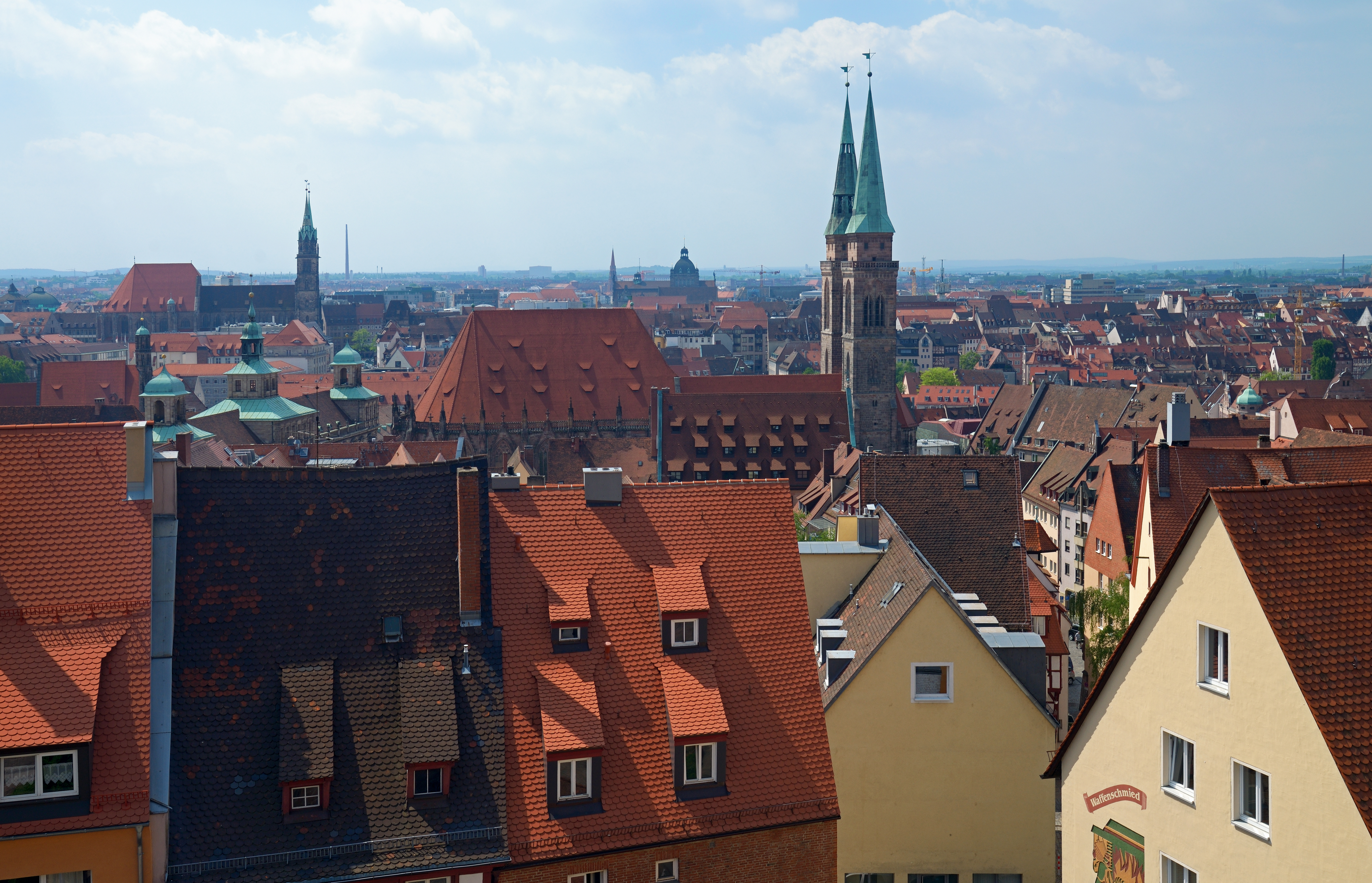
Погляд на Нюрнберг з башти Замку
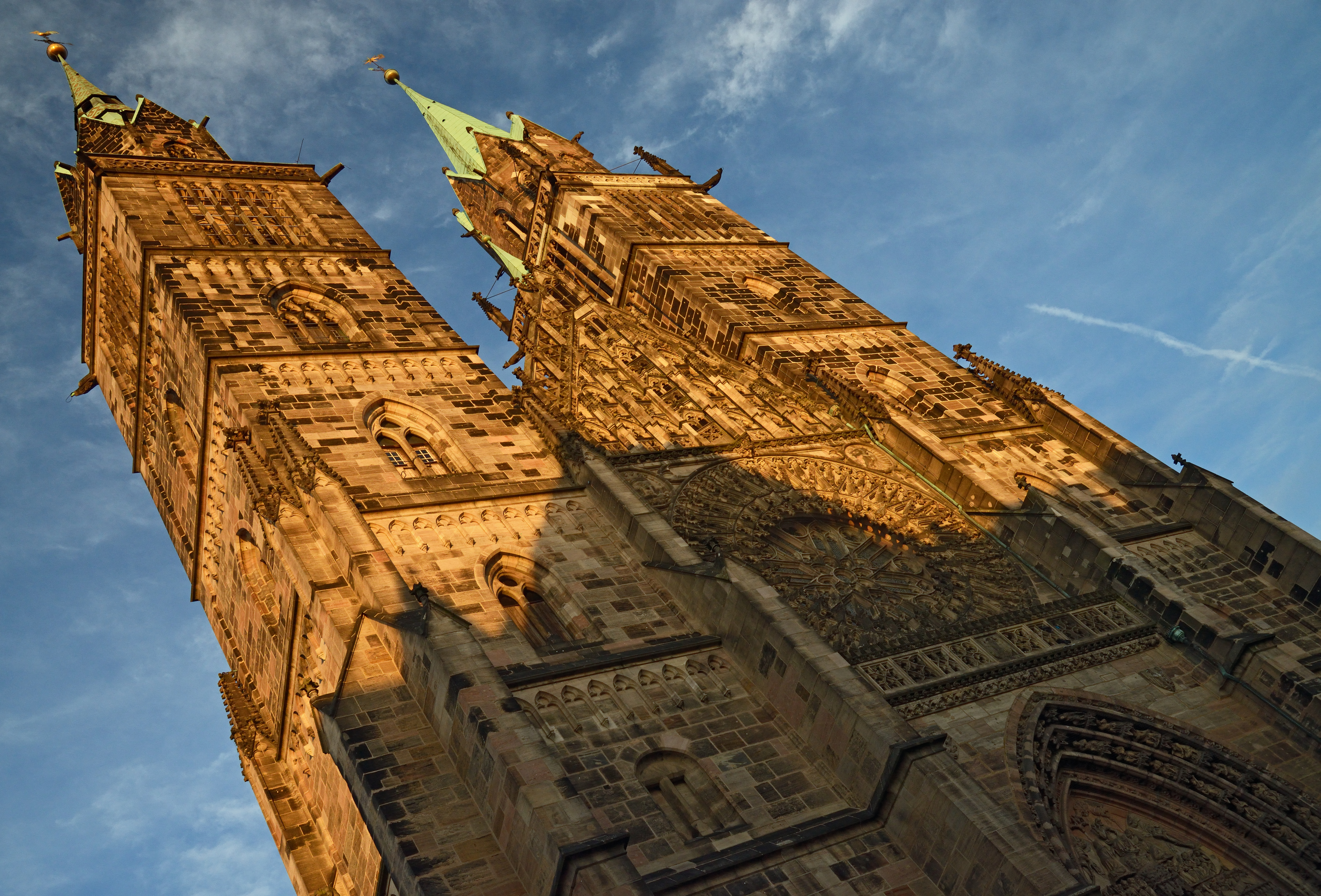
Церква Св. Лоренца при заході сонця